# Падение Константинополя (1453)
Падение Константинополя в 1453 году (греч. Άλωση της Κωνσταντινούπολης; осман. فتح قسطنطنیه‎; тур. İstanbul'un fethi, Kostantinopolis Kuşatması; итал. Assedio di Costantinopoli, Caduta di Costantinopoli) — осада столицы Византийской империи Константинополя армией османского султана Мехмеда II, которая началась 6 апреля и закончилась 29 мая 1453 года захватом города османской армией. Падение Константинополя ознаменовало уничтожение Восточной Римской империи, также называемой Византийской.
К 1453 году Византийская империя уменьшилась до Пелопоннеса, нескольких островов в Эгейском и Мраморном морях, и окраин Константинополя и больше не могла противостоять растущей мощи Османской империи. Начиная с Баязида I, османские султаны несколько раз осаждали и блокировали Константинополь (в 1393—1394 годах, в 1394—1402 годах, в 1411 году, в 1422 году). Они не смогли захватить город, однако добились контроля над большей частью Балканского полуострова.
Последняя осада началась в апреле 1453 года. Несмотря на многочисленные обращения ромеев к Западу, на помощь императору Константину прибыл лишь небольшой итальянский контингент. В совокупности с пятью тысячами ромеев общее число защитников Константинополя достигало семи или восьми тысяч человек. Османская армия многократно превосходила их численностью: у Мехмеда II было около восьмидесяти тысяч солдат и более ста двадцати кораблей. 29 мая 1453 года после двух месяцев сопротивления Константинополь пал. Последний византийский император Константин XI погиб в битве. Мехмед II въехал в захваченный город, в память о взятии которого он получил прозвище Фатих (от араб. فاتح‎ — «завоеватель»), и сделал Константинополь новой столицей своей империи. Победа обеспечила османам господство в бассейне Восточного Средиземноморья. Город оставался столицей Османской империи вплоть до её упразднения в 1922 году.
Падение Константинополя оказало глубокое влияние на весь мир, особенно на Западную Европу. Падение Константинополя, «второго Рима», породило концепцию преемственности — Третьего Рима (в том числе и концепцию Москва — третий Рим). Многие историки, в том числе Ж. Мишле, полагали, что падение Константинополя представляет собой конец Средневековья и начало Возрождения. Однако эта точка зрения всё чаще оспаривается современными историками, которые рассматривают падение Константинополя лишь как конец Римской империи.

## Предыстория

### Упадок Византии

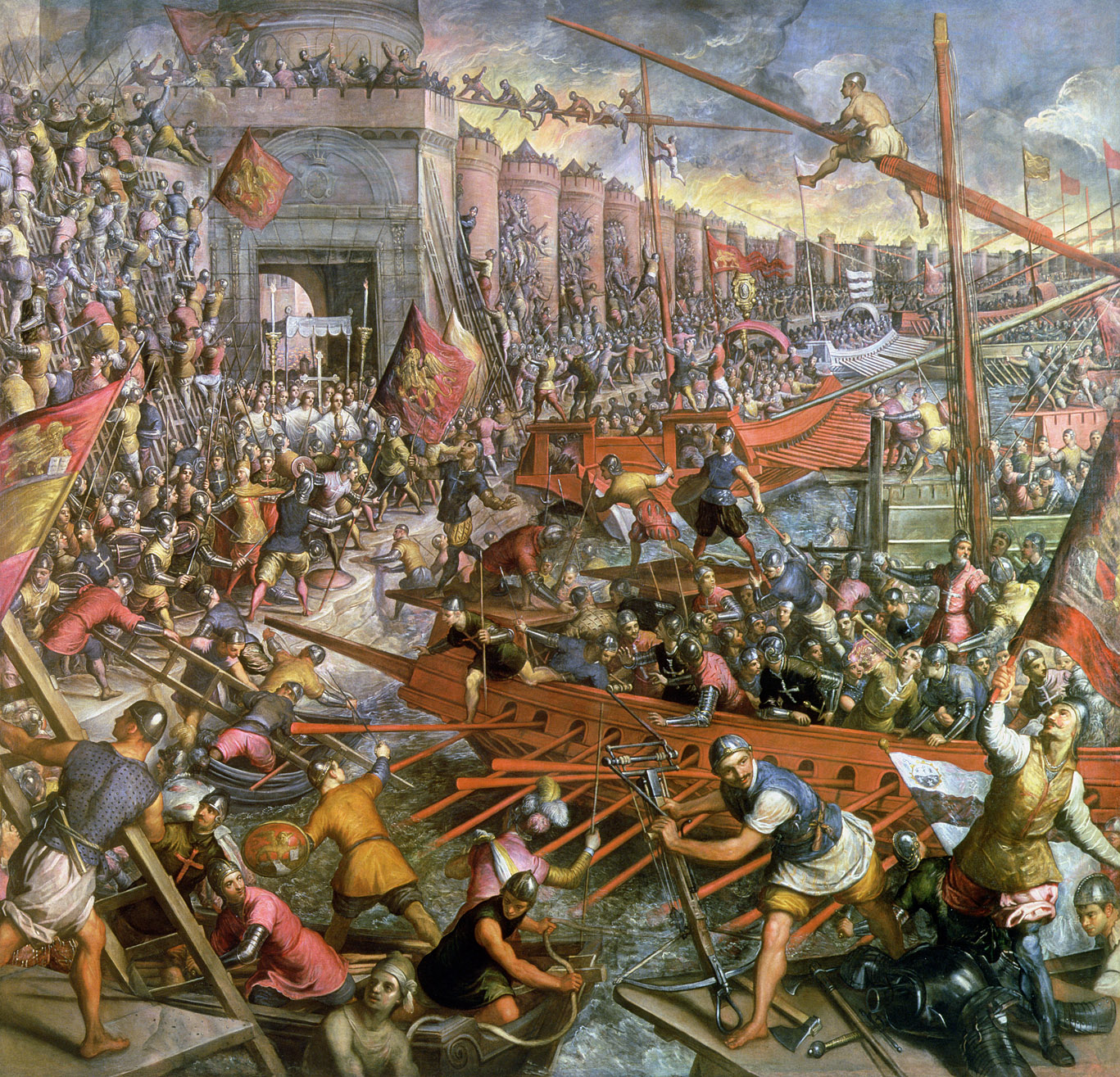
Штурм Константинополя крестоносцами в 1204 году
Якопо Тинторетто, 1580

Византия (Восточная Римская империя) образовалась в 395 году после смерти последнего императора объединенной Римской империи Феодосия I, в результате распада огромной Римской империи, переживавшей глубокий внутренний кризис, на две обособленные части (Западную и Восточную), и к XV веку она уже давно прошла периоды подъёма и расцвета и находилась в глубоком упадке. За одиннадцать столетий её столица (Византия) осаждалась много раз, но лишь один раз была захвачена штурмом и разорена — во время Четвёртого крестового похода в 1204 году. Захватив город, крестоносцы создали латинское государство со столицей здесь, в то время как на месте остальной части Византийской империи возник ряд государств-преемников — Никейская империя, Эпирское царство и Трапезундская империя. Их правители боролись как союзники против латинян, но одновременно боролись и между собой за византийский трон. В 1261 году правившие в Никее Палеологи отвоевали Константинополь у латинян и восстановили Византийскую империю. После этого она почти всё время была в состоянии войны, отражая последовательные атаки латинян, сербов, болгар и османов. В 1347 году Чёрная смерть убила не менее трети жителей Константинополя.
Главным противником Византии была Османская империя, правители которой видели в Византии препятствие распространению своей власти в регионе. Впервые османы осаждали Константинополь при Баязиде I (в 1393—1394 годах); при второй осаде город спасло лишь поражение Баязида в 1402 году от Тамерлана. Последовавший период османского междуцарствия (1402—1413), пока сыновья Баязида делили империю и трон, был периодом относительного спокойствия для Константинополя. Лишь в 1411 году один из претендентов на османский трон Муса Челеби осаждал Константинополь, поскольку Византийский император Мануил II Палеолог поддерживал его соперника Сулеймана Челеби. Однако ромеи не смогли использовать эту передышку для усиления империи. Соперничество между Восточной и Западной церквями препятствовало организации помощи византийцам на западе. Императоры вмешивались в династические вопросы османов, пытаясь ослабить власть османского султана или же способствовать воцарению лояльного к ним кандидата. В 1422 году уже внук Баязида, Мурад II, осадил Константинополь. Не сумев взять город, он разграбил византийские владения на Пелопоннесе и осадил Салоники. В ответ Иоанн VIII Палеолог организовал мятеж Кучук Мустафы и вынудил Мурада вернуться для его подавления в Анатолию. Мурад, тем не менее, не отступил, и в 1430 году османские войска захватили и разграбили Салоники, обратив население в рабство.
Вскоре после Великой Схизмы папа римский Григорий VII произнёс: «Для страны будет гораздо лучше оставаться под властью мусульман, чем быть под управлением христиан, которые отказываются признавать права католической церкви». Такое отношение к Восточной церкви на Западе в целом сохранялось и в XV веке, и Запад помогал Константинополю лишь при непосредственной угрозе католическим странам. Второй Лионский Собор в 1274 году рассматривал вопрос объединения церквей и получил полное одобрение двухсот католических епископов и посланцев византийского императора Михаила VIII Палеолога. Действительно, некоторые византийские императоры из династии Палеологов были приняты в Латинскую церковь. В связи с усилением османской угрозы Иоанн VIII Палеолог решил достичь соглашения с католической церковью, поскольку от этого зависела помощь западных стран. В 1438 году он отплыл в Италию, взяв с собой 700 богословов и епископов и принял участие в Ферраро-Флорентийском соборе, на котором была заключена уния. Однако он не достиг своей цели — духовенство Византии в своей массе так и не поддержало унию.

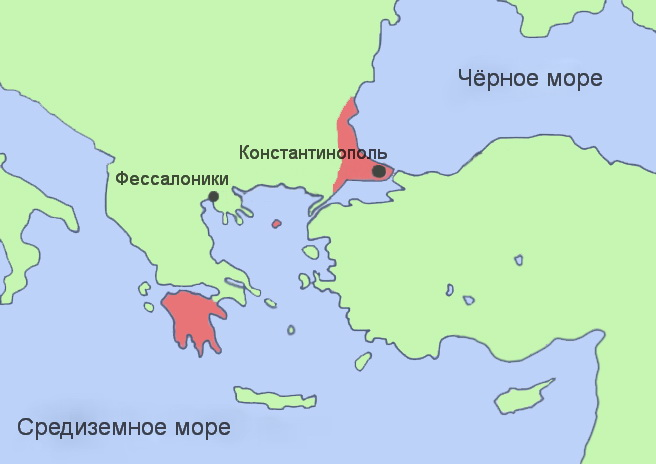
Владения Византийской империи к 1453 году

### Кольцо сжимается
В 1440 году османы потерпели неудачу при попытке захвата Белграда, что породило в Европе надежду остановить их экспансию. Папа объявил новый крестовый поход под командованием Владислава III, короля Польши и Венгрии. После нескольких поражений в 1443—1444 годах Мурад II подписал с Владиславом Сегедский мирный договор на 10 лет и отбыл с армией в Анатолию, где покорил бейлик Караман и отрёкся от власти в пользу сына-подростка. Так в 1444 году в 12 лет Мехмед II в первый раз стал султаном Османской империи. Это событие спровоцировало христиан и, разорвав мирный договор, Владислав выступил против османов. Мурад был вынужден вернуться к командованию армией, и в 1444 году крестоносцы были разбиты в битве при Варне, а Владислав убит. Мурад опять удалился от правления, что вызвало новое наступление — уже из Венгрии. И вновь вернувшийся Мурад одержал новую победу над христианами — в 1448 году в битве на Косовом Поле. Это была последняя попытка Запада помочь агонизирующей Византии. В том же году умер Иоанн VIII, преемником которого стал его брат Константин, деспот Мореи. К этому времени Византийская империя больше не имела средств противостоять османам и даже была вынуждена отправить посольство к Мураду, чтобы он дал согласие на приход Константина к власти.
Город обезлюдел в результате общего упадка империи и к 1453 году представлял собой несколько обнесённых стенами поселений, разделённых обширными полями, внутри стен Феодосия V века. Его населяло, по оценкам современников, от 30 до 50 тысяч человек. Палеологи обладали ограниченной властью на небольшой территории: в самом Константинополе, на немногих островах Эгейского и Мраморного морей и на части Пелопоннеса в деспотате Морея. Сербский деспотат стал вассалом османов, в обязанности его правителя деспота Лазаря входило и оказание военной помощи султану по требованию. Так, в осаде Константинополя 1453 года принял участие сербский отряд из Ново-Брдо (Константин из Островицы писал про 15 сотен кавалеристов). Босния была ослаблена внутренними конфликтами и исчезла в 1463 году, вскоре после падения Константинополя. Территория бывшего Болгарского царства принадлежала османам уже более полувека. К середине XV века Константинополь находился практически в середине османской державы, между европейскими и азиатскими её владениями и был полностью окружён ими.

### Начало второго правления Мехмеда

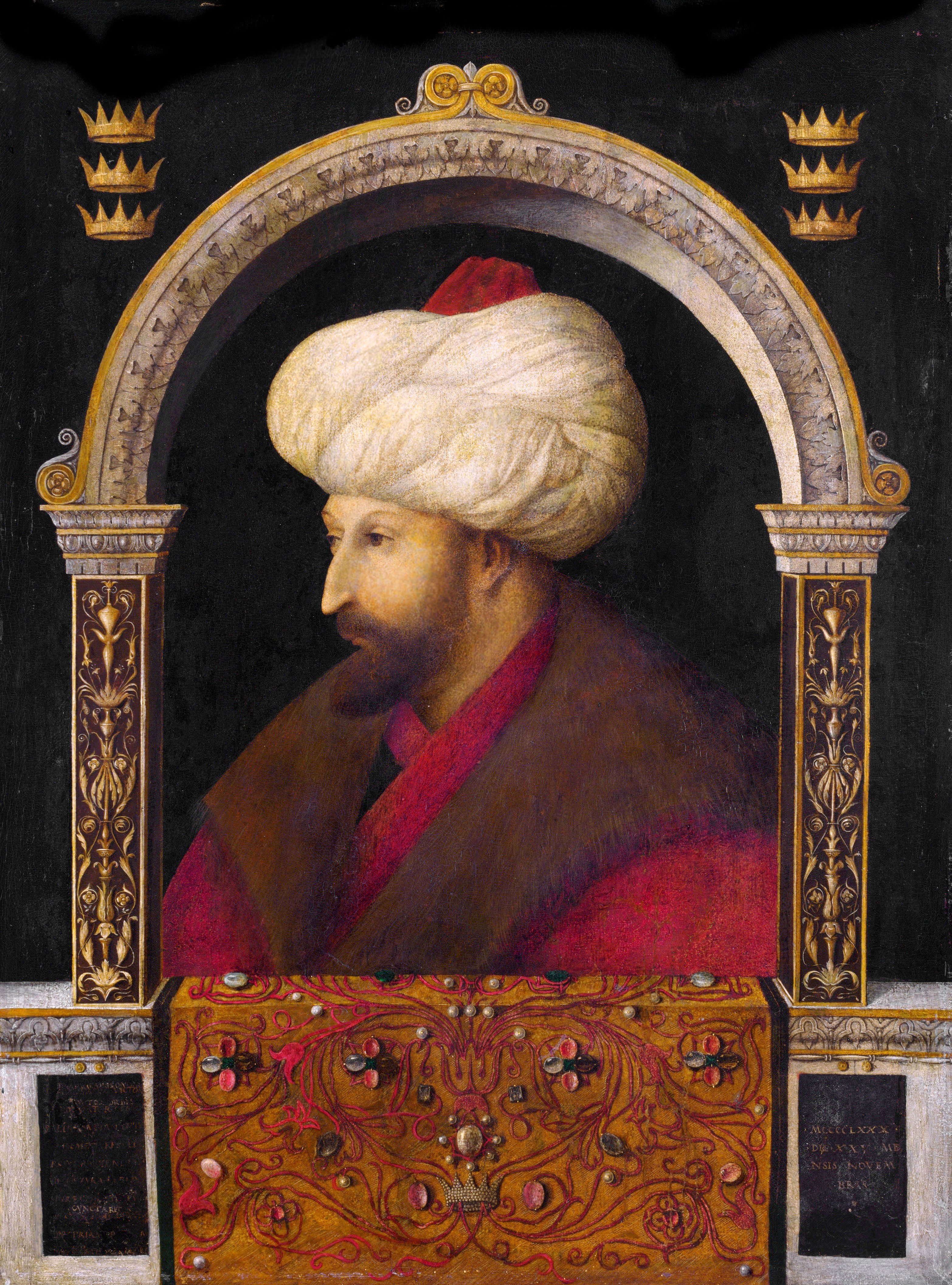
Мехмед II
Беллини, Джентиле

В 1451 году Мурад умер, и султаном опять стал Мехмед. Многие в Европе в то время ошибочно оценивали его как незрелого и некомпетентного молодого человека. Франческо Филельфо писал королю Франции Карлу VII о том, что новый султан молод, неопытен и простодушен. Это мнение основывалось на поведении Мехмеда в первый период правления. Да и первые шаги молодого султана, проявившего снисходительность к соседним христианским правителям и вернувшего сербскому деспоту Джураджу (1427—1456) несколько укреплений, способствовали такому мнению. В начале правления Мехмед даже возобновил мирный договор с Византией и обещал оплачивать содержание возможного претендента на османский престол Орхана, единственного потенциального соперника Мехмеда, внука Сулеймана-челеби. Это содержание было, по сути, откупом, в обмен за него ромеи обязались не поддерживать возможные претензии Орхана на трон. Такая покладистость нового султана объяснялась необходимостью выиграть время для усмирения янычар и Ибрагима-бея II Караманида, который пытался воспользоваться сменой султана для расширения своих территорий.
После вступления на престол Мехмед II решил захватить Константинополь. По словам современника событий, Дуки, «ночью и днём, ложась в постель и вставая, внутри своего дворца и вне его, имел одну думу и заботу, какой бы военной хитростью и с помощью каких машин овладеть Константинополем». Возобновлённые мирные договоры с Венгрией и Венецией были нужны новому султану, чтобы хотя бы временно обеспечить их невмешательство в конфликт с Византией. Советник императора Георгий Сфрандзи быстро понял угрозу, которую представлял молодой султан, и предложил Константину жениться на сербской принцессе Маре Бранкович, мачехе Мехмеда и вдове Мурада. Этот брак способствовал бы союзу с Сербией и помог бы нейтрализовать османскую опасность, поскольку Мехмед уважительно относился к Маре. Однако Мара Бранкович отказалась, утверждая, что она поклялась в случае вдовства посвятить себя только Богу.
Когда султан находился в Анатолии, только успев усмирить Ибрагима и других беев, Константин XI попытался неудачно оказать на него давление. Он отправил посольство к Мехмеду, напомнив, что ему не выплатили сумму для содержания Орхана. Послы пригрозили, что, если пособие не будет увеличено вдвое, принца отпустят и он сможет выдвинуть свои претензии на османский престол. Аналогичный манёвр с использованием претендента на трон когда-то успешно использовал отец Константина, Мануил II (1391—1425). Но когда послы Константина передали это послание визирю Мехмеда Халилу-паше, которого считали традиционно дружественным византийцам, то он вышел из себя и кричал на посланников после приёма посольства в Бурсе. Дука передал слова Халила:

О, глупые греки, довольно я претерпел от вас, ходящих окольными путями. <…> Глупцы, вы думаете, что можете напугать нас вашими выдумками — и это тогда, когда чернила на нашем последнем договоре ещё не высохли! Мы не дети, глупые и слабые. Если вы хотите что-либо предпринять — пожалуйста.<…> Вы добьётесь только одного: лишитесь и того немногого, чем владеете поныне.
Сам же Мехмед спокойно отреагировал на угрозы византийцев и сказал послам, что рассмотрит просьбу императора по возвращении в свою столицу Эдирне.

## Подготовка к осаде

### Блокада Босфора

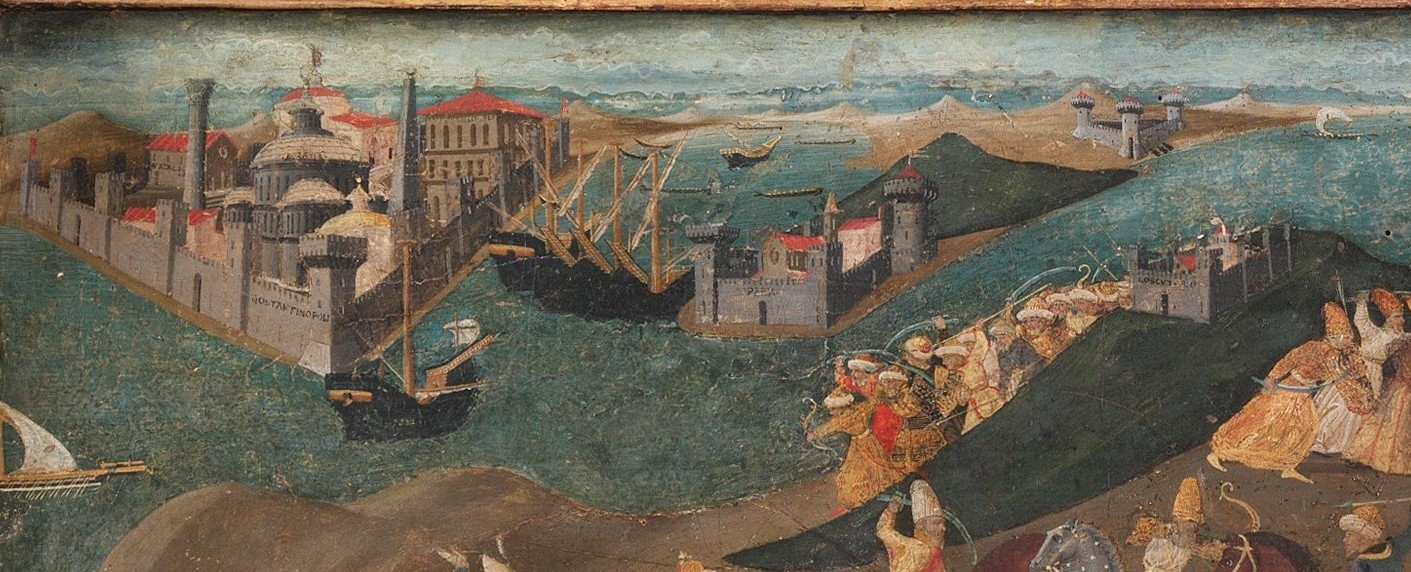
Константинополь с Перой, Румелихисар и Анадолухисар. Схематическое изображение на Трапезундском Кассоне. Аполлонио Джованни ди Томасо (после 1461)

В османском руководстве противостояли две партии. Халил-паша, бывший великий визирь Мурада, представлял партию ветеранов. Он выступал против дорогостоящей войны и неясного результата: взятие Константинополя не казалось ему приоритетом, а угроза, которую город представляет для Османской империи, виделась визирю незначительной. Этой точке зрения противостояли более молодые протеже Мехмеда. Мехмед неуклонно двигался к намеченной цели. В конце 1451 года он конфисковал доходы городов долины Нижней Струмы, которые были выделены на содержание Орхана, изгнал греков из этих городов, и мобилизовал рабочих на строительство Румелийской крепости — Румели-Хисар — первоначально носившую название Богаз-кесен («перерезающий пролив», «блокирующий пролив»). Строительство началось под присмотром Заганоса 15 апреля 1452 года, а через полтора месяца, 26 мая, к месту строительства прибыл с проверкой хода работ Мехмед. Румели-Хисар была построена в самом узком месте Босфора, на европейском берегу на несколько километров севернее Перы, напротив крепости Анадолу-Хисар (Анатолийская крепость), построенной прадедом Мехмеда, Баязидом. В этом месте пролив имеет минимальную ширину (702 метра). Такое расположение крепостей позволяло держать под контролем проход судов через Босфор. Отныне все корабли под угрозой османских пушек должны были причаливать к побережью, где их досматривали и брали плату за проход. Для строительства крепостей османы в июне снесли несколько церквей и зданий, что вызвало протест местных жителей, в ответ янычары окружили и перебили их. Константин пытался помешать строительству крепости. Император понимал, что это сооружение — первый шаг к нападению на Константинополь. Оно делало невозможным доставку подкреплений и продовольствия из генуэзских колоний Чёрного моря. Поскольку Дарданеллы тоже были под османским контролем, это означало полную блокаду Константинополя с моря. Теперь у Мехмеда появилась возможность задушить Константинополь голодом. Император отправил посольство к султану, чтобы выразить своё несогласие со строительством. Послы ссылались на византийско-османский договор, запрещавший возведение крепостей в регионе, но Мехмед II просто проигнорировал послов и не принял их. В ответ император заключил под стражу нескольких османских подданных, находившихся в Константинополе. Затем он всё-таки освободил их и отправил к султану новую миссию, которая снова ничего не дала. В июне 1452 года император предпринял последнюю попытку добиться от султана заверений, что строительство крепости не направлено против Византии, но эта попытка закончилась казнью византийских послов по приказу султана, что фактически было объявлением войны. Константин перевёл город на военное положение и перекрыл все выходы, кроме военных ворот.

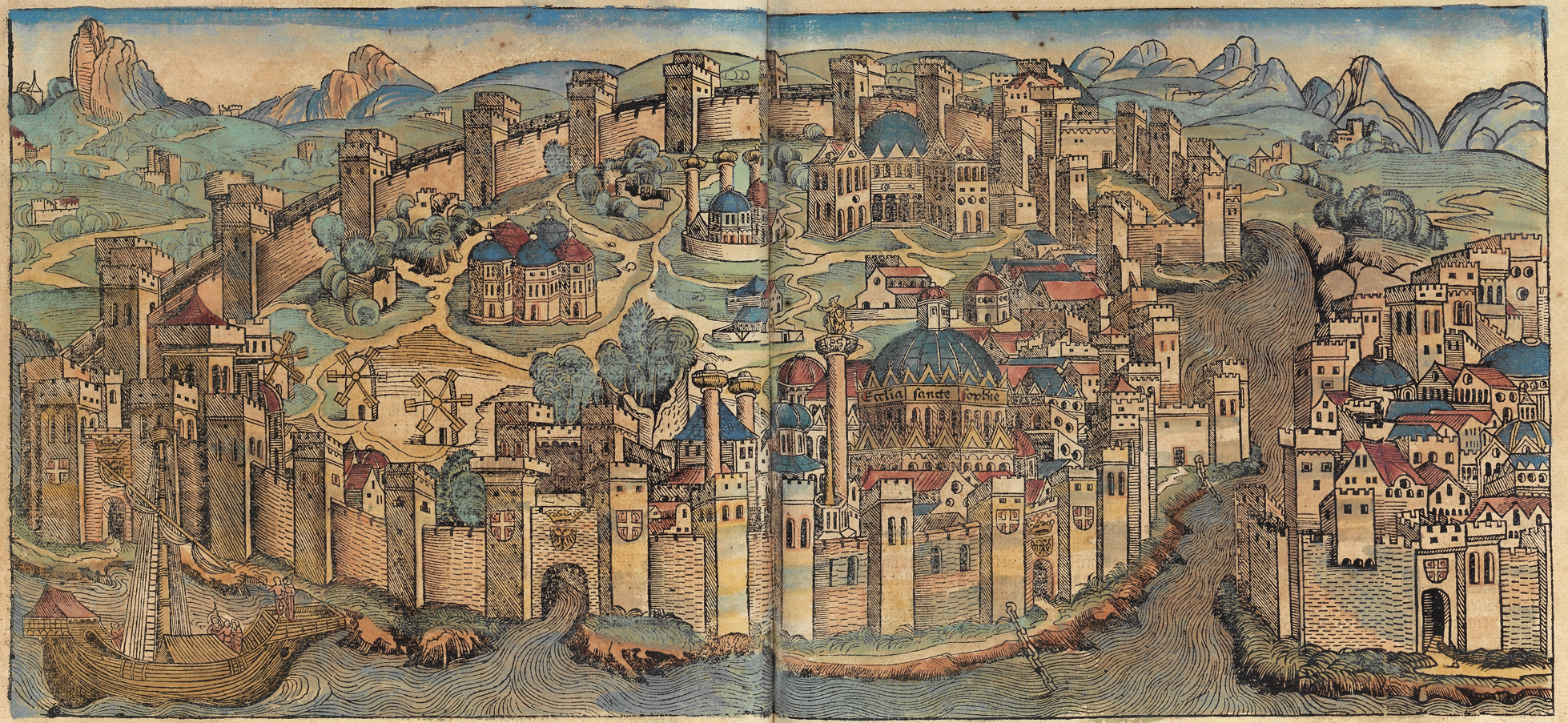
Константинополь в конце XV века

В августе 1452 года, вскоре после окончания строительства крепости, Мехмед осмотрел её и убедился, что доступ к Константинополю со стороны моря полностью перекрыт. В ноябре 1452 года два венецианских корабля попробовали пройти без османского разрешения. Несмотря на пушечный обстрел со стороны османов, им удалось прорваться невредимыми. В конце ноября ещё один корабль попытался пройти без оплаты и проверки, но был потоплен огнём османских пушек. Венецианский посол отправился к Мехмеду, пытаясь спасти жизни моряков, но не успел. Тридцать уцелевших членов экипажа Мехмед приказал обезглавить в Дидимотихоне, их тела были по приказу султана оставлены непогребёнными в назидание всем. Капитан Антонио Риццо был по его приказу посажен на кол на обочине дороги. Реакции западных держав практически не последовало. Лишь император Священной Римской империи Фридрих III (1440—1493) отправил грозное письмо к Мехмеду, в котором на словах грозился напасть на османов, если они не снимут блокаду Константинополя.
В октябре 1452 года Мехмед приказал Турахану-бею и его сыновьям Омеру и Ахмеду разместить на Пелопоннесе гарнизон, чтобы помешать братьям Константина, Фоме и Деметрию, оказать ему помощь. В феврале Караджа-паша, бейлербей Румелии, начал выдавливать греков с дальних подступов к Константинополю. Сохранившиеся аванпосты империи на Чёрном море, северном побережье Мраморного моря и Босфоре османы блокировали, позволив уйти тем, кто не сопротивлялся. Крепость Эпиват на Мраморном море оказала сопротивление. Османы её взяли штурмом, а гарнизон уничтожили. Те цитадели, которые взять не удалось, османы оставили в тылу, блокировав сторожевыми отрядами. В начале 1453 года Мехмед послал армию для овладения византийскими городами. Анхиалос и Месембрия сдались без сопротивления, а Селимбрия и Перинф пытались сопротивляться, но тщетно.

### Силы османов
Большая часть османской армии была мобилизована для взятия города. Только люди Турахан-бея и пограничные гарнизоны не участвовали в сражении. Западные свидетели осады, которые были склонны преувеличивать военную мощь султана, приводили нереально высокие цифры. Ф. Бабингер и С. Рансимен полагали, что Османская империя в то время могла мобилизовать не более 80 000 регулярных солдат. Помимо регулярных войск, в осаде участвовали иррегулярные войска, которых привлекала возможность разграбления города после его оккупации. По словам С. Рансимена, в османской армии было около 20 000 башибузуков. Другие авторы тоже упоминают башибузуков в армии Мехмеда. Хотя иррегулярные отряды в османских кампаниях присутствовали всегда, всё же неясно, насколько их организация совпадала с организацией башибузуков, появившейся в XVIII веке. В османской армии насчитывалось 12 000 янычар. Они были элитной частью армии Мехмеда. Кроме того, Джурадж Бранкович, деспот Сербии и вассал султана, отправил отряд из полутора тысяч всадников.
Константинополь был легко достижим со стороны моря, но захватить город без флота было практически невозможно. Османский флот долго был в зачаточном состоянии, и для обеспечения связи между Европой и Азией султанам часто приходилось использовать корабли других стран. Например, для переброски армии в 1448 году из Анатолии в Румелию Мурад платил генуэзцам Фокеи. Но за месяцы, предшествовавшие осаде, Мехмед построил крупный флот, который в марте сконцентрировался в Галлиполи. Командовал флотом санджакбей Галлиполи Сулейман Балтоглу. С. Рансимен, основываясь на показаниях итальянских моряков, утверждал, что в османском флоте было шесть трирем, десять бирем, пятнадцать гребных галер, около семидесяти пяти фуст (небольших быстроходных судов) и двадцать парандарий — тяжёлых грузовых барж. При этом Рансимен не называл общее количество кораблей. Христианские источники в целом согласны с тем, что османский флот был огромен, и его появление вызвало настоящий шок у осаждённых.
| Автор                | Количество войск                       | Количество судов                                                                               |
| Николо Барбаро       | 165 000                                | 12 галер и от 70 до 80 других кораблей                                                         |
| Джакомо Теталди      | 200 000 и 60 000 сопровождение         | От 16 до 18 галер и от 60 до 80 других судов                                                   |
| Георгий Сфрандзи     | 258 000                                | 30 больших и 330 малых судов, в другом месте указывает количество в общей сложности 480 судов. |
| Леонардо (с Хиоса)   | 300 000 (из них 15 000 янычар)         | 6 трирем и 10 бирем, всего 250 кораблей                                                        |
| Критовул (с Имброса) | 300 000 без сопровождения              | 350 судов, не считая транспортных судов                                                        |
| Лаоник Халкондил     | 400 000                                | 30 триер и 200 лодок поменьше                                                                  |
| Дука                 | 265 000 (из них 15 000 янычар) 400 000 | Всего 300 кораблей                                                                             |
| Исидор               | 300 000                                |                                                                                                |

### Османская артиллерия

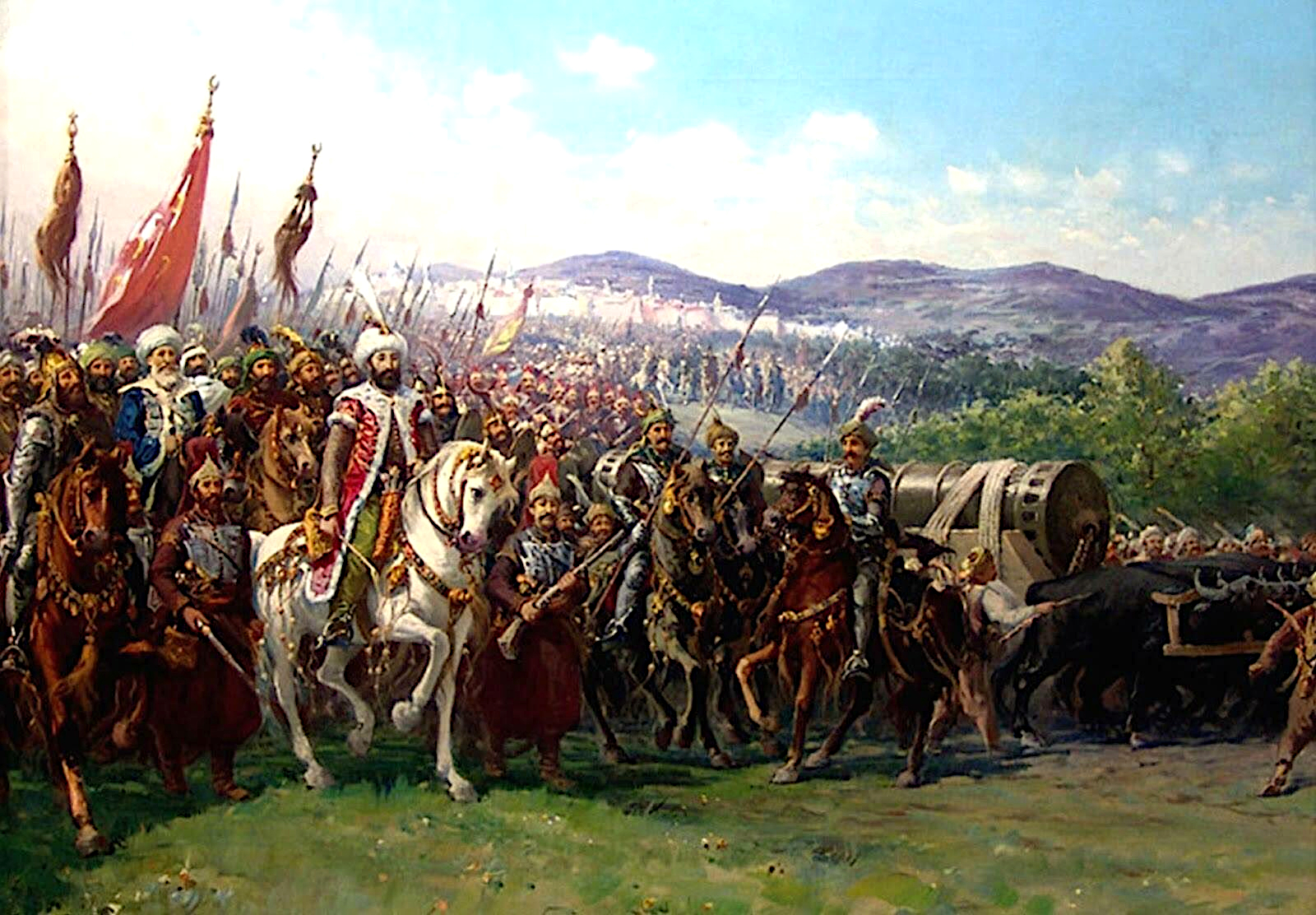
Перевозка Базилики.
Фаусто Зонаро, 1903

Мехмед приказал спроектировать артиллерийские орудия, достаточно мощные, чтобы разбивать стены. Незадолго до начала боевых действий венгерский пушечный мастер Орбан предложил Константину Драгашу свои услуги. Однако в императорской казне не хватало средств для участия в битвах, поэтому его предложение построить пушки, которые помогли бы защитить город, пришлось отклонить. Тогда Орбан обратился к Мехмеду, который заплатил сумму, в четыре раза превышающую ту, которую просил Орбан. Имея достаточно средств и материалов, венгерский инженер построил в Эдирне орудие за три месяца. Огромная пушка, названная «Базилика», которую Орбан сделал для Мехмеда, была чудом техники. Она была длиной 26 футов и 8 дюймов (8,1 м) и была способна метать каменные шары весом 600 фунтов (270 кг) на милю (1,6 км) (Рансимен писал про 1200 фунтов). По словам проосманского историка XV века Критовула, «эта пушка решила всё».
Нестор Искандер, участвовавший в осаде, писал: «Были у них две пушки огромных, тут же отлитых: у одной ядро высотой до колена, а у другой — до пояса». Но у «Базилики» было несколько недостатков: для перезарядки требовалось три часа; пушечных ядер было очень мало. До осады Константинополя было известно, что османы способны отливать пушки среднего размера, но размеры некоторых орудий, которые они смогли создать и использовать, намного превзошли все ожидания защитников города. Османы развернули ряд пушек, от 50 до 200. Они были созданы на литейных заводах, где работали османские инженеры и литейщики пушек, в первую очередь, Саруджа. Ранее Мехмед основал большой литейный завод на расстоянии около 150 миль (241 км), и теперь ему пришлось организовать доставку этих тяжёлых орудий. Готовясь к последней атаке, Мехмед приказал перетащить из Эдирне 69 крупных орудий в дополнение к бомбардам, отлитым на месте. В этот поезд входила огромная пушка Орбана, которую тянули 30 упряжек, в котором было 60 волов и более 400 человек.

## Подготовка к обороне

### Последнее объявление Унии

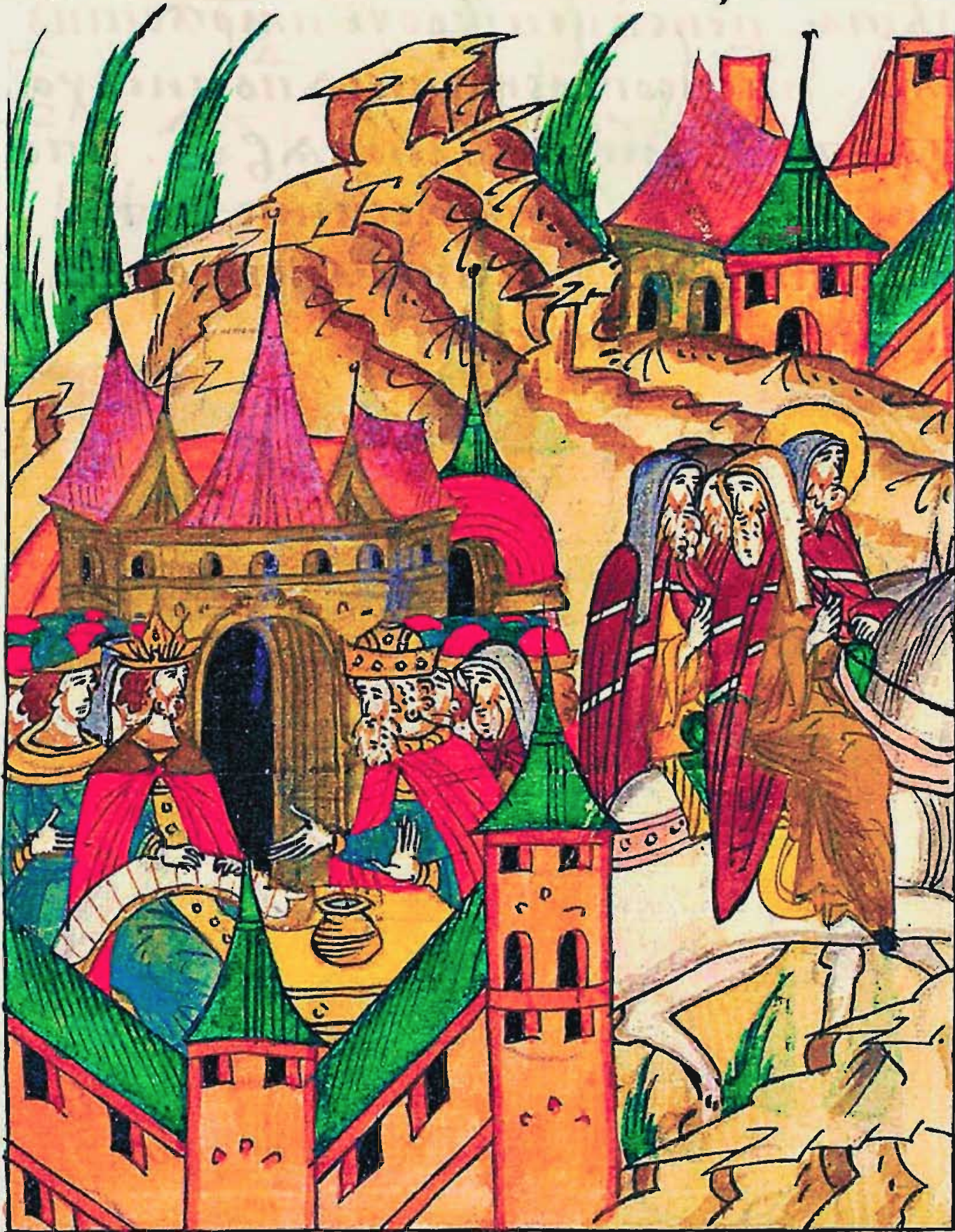
Марк, митрополит Эфесский, не подписал Унию и уехал

Потопление венецианского корабля и казнь выживших членов экипажа ясно дали понять, что Мехмед настроен серьёзно. Константин поручил военачальнику и одному из своих ближайших соратников, Луке Нотарасу, вести переговоры между сторонниками и противниками Унии, но самые яростные противники компромисса не пожелали в них участвовать, они снова потребовали созыва собора в Константинополе. Несмотря на упорство оппозиции, от отчаяния и желая подтолкнуть католические государства прислать помощь, 12 декабря 1452 года Константин Драгаш объявил о принятии Флорентийской унии в храме Св. Софии. Но на этой церемонии присутствовало малое число жителей. Попытки навязать народу унию встретили в Константинополе сильное сопротивление. Даже среди поддержавших Унию большинство делало это лишь формально, ожидая в ответ подкрепления с Запада. Православный клир не скрывал своего враждебного настроя. Антилатинские настроения отражены в заявлении Луки Нотараса:

Я предпочитаю видеть в городе (Константинополе) турецкий тюрбан, чем католическую митру.
Хотя подлинность этого высказывания спорна, но оно отражает реально существовавший глубокий конфликт между двумя христианскими конфессиями. Марк Эфесский писал:

Итак, братие, бегите от них [папистов] и от общения с ними; ибо они — «лживи апостоли, делатели нечестивии, преобразующеся во Апостолы Христовы».

### Пассивность западных государств

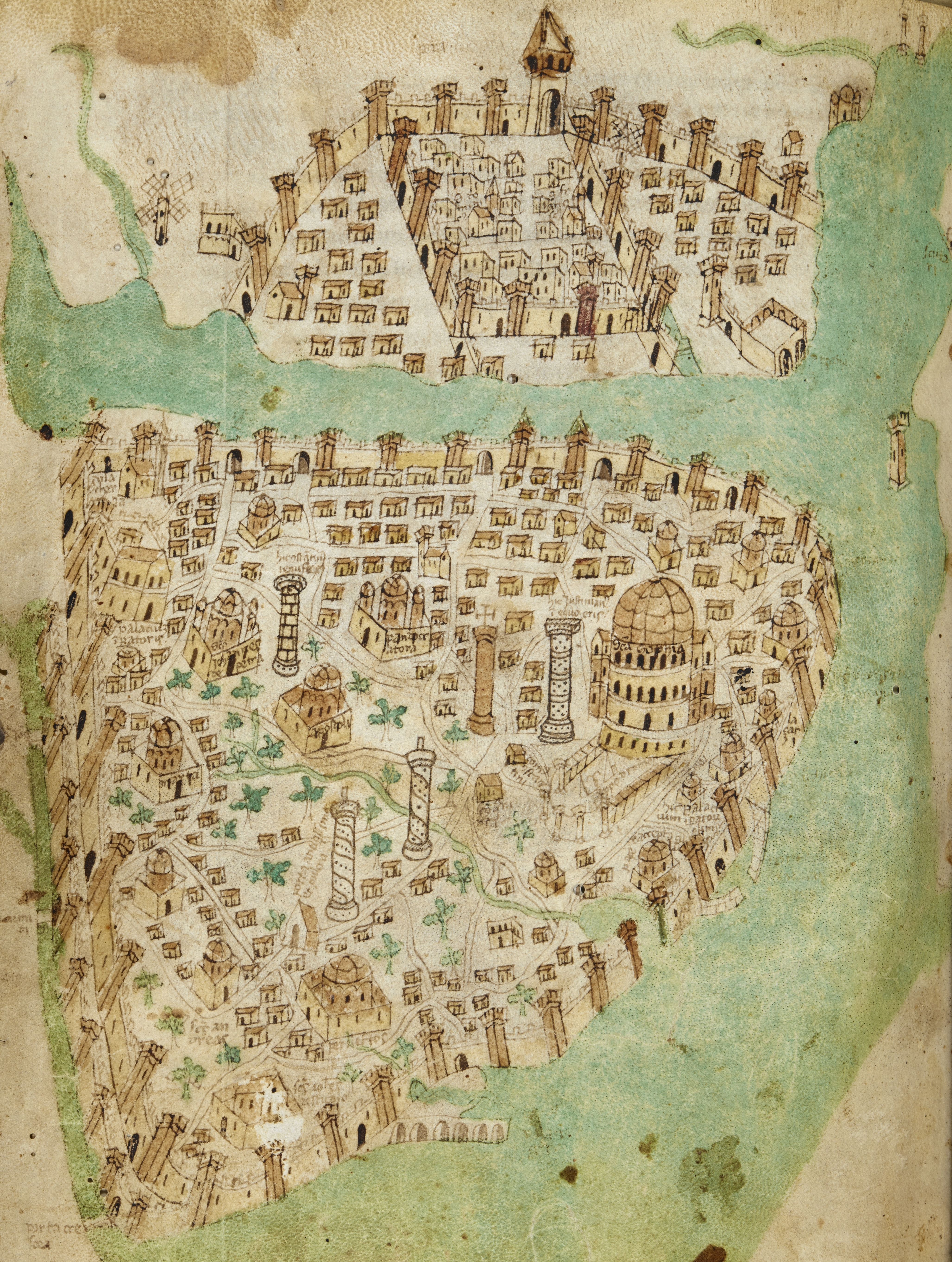
Константинополь.
Буондельмонти, 1422

Папа Николай V не имел того влияния на западных королей и князей, на которое рассчитывали сторонники Унии в Византии. У правителей Западной Европы были и другие заботы, кроме помощи Константинополю. Франция и Англия были вовлечены в Столетнюю войну. Фридрих III Габсбург стремился к короне императора Священной Римской империи. Янош Хуньяди был готов выступить против османов, но не в одиночку — он был сильно ослаблен битвами с Мурадом. К тому же, в это время Янош Хуньяди выступил против своего подопечного, короля Венгрии Ладислава V, который достиг совершеннолетия и хотел освободиться от опеки. Герцог Бургундский Филипп III был не против выступить против османов, но его основной задачей было противостояние королю Франции Карлу VII. Многие правители Пиренейского полуострова находились слишком далеко от Константинополя, и их усилия были направлены против мусульманской угрозы с другой стороны. Великое княжество Московское осуждало подписанную Иоанном VIII и принятую Константином унию. Валахия была уже вассалом Османской империи, а сербы даже прислали Мехмеду отряд солдат. Трапезундская империя тоже была османским вассалом.
В 1451 году Константин отправил посла с просьбой к Венеции разрешить нанять критских лучников. Кроме того, посол доставил папе просьбу императора созвать новый совет для урегулирования разногласий по принятию Унии. Но Папа заявил, что Константин должен сам справиться с этой проблемой.
В Венеции отношение к ситуации было двойственным. Некоторые продвигали мнение, что падение Константинополя улучшит стабильность в регионе и будет выгодным для венецианской торговли. Сторонники этой точки зрения полагали, что помощь Византии со стороны Венеции побудит Мехмеда захватить венецианские владения в регионе. Но гораздо больше было тех, кто понимал, что самая очевидная цель Мехмеда после захвата Византии — именно венецианские колонии в Эгейском море. Потопление корабля Антонио Риццо подкрепило позицию последних. Но Венеция была ограничена в возможностях, поскольку она второе десятилетие вела войну с Миланом в Ломбардии и не желала действовать совместно со своим главным конкурентом — Генуей. Тем не менее, венецианцы позволили Константину вербовать солдат на венецианском Крите. В Венеции обсуждались вопросы о помощи, которую республика окажет Константинополю. Сенат принял решение отправить флот в феврале 1453 года, но оно было отложено до апреля, когда было уже слишком поздно использовать корабли в бою. Венецианский флот вышел в море лишь после 17 апреля и получил инструкцию ждать подкрепления у острова Тенедос до 20 мая, а затем прорываться через Дарданеллы на Константинополь. Генуя имела проблемы, схожие с венецианскими, и сохраняла нейтралитет. Управляющие генуэзскими колониями Перы и Хиоса получили распоряжение избегать любых конфликтов с османами. При этом она не мешала своим гражданам участвовать в конфликте на той или другой стороне. Папа Николай призывал к крестовому походу, но на этот призыв откликнулся лишь Альфонсо V, поначалу отправив десять кораблей (которые вскоре отозвал).

### Укрепления Константинополя
Константинополь располагался на полуострове, образованном Мраморным морем и заливом Золотой Рог. Кварталы, выходившие на берег моря и залива, защищались по периметру берега городскими стенами. Берег Мраморного моря был беспроблемным для защитников, поскольку быстрое морское течение не позволяло осаждающим высаживать здесь десант. Здесь город был защищён единственной стеной, построенной, вероятно, в VII веке. Самым уязвимым местом был Золотой Рог (именно с этой стороны в 1204 году ворвались в город крестоносцы), и здесь существовала специальная защитная система. Через вход в залив была протянута большая цепь. Один конец её крепился на башне Св. Евгения на южном берегу Золотого рога, а другой — на одной из башен на северном берегу Золотого Рога в Пере. На воде цепь поддерживалась плотами. Эта цепь не давала флоту осаждающих войти в Золотой Рог, чтобы напасть на город с севера, тогда как византийский флот мог за ней укрываться. Крепостные стены представляли собой сложную систему, которая окружала столицу Византии как с суши (протяжённостью 5,63 км), так и со стороны моря (протяжённостью 13,49 км), и считались одной из лучших систем укреплений в мире. Самая усиленная часть протяжённостью почти пять километров — двойные стены Феодосия II, построенные в V веке нашей эры, — защищала большую часть сухопутного подхода к городу от Мраморного моря до дворца Багрянородного. Самыми слабыми местами западного участка сухопутной стены были стены в районе долины ручья Ликос и Влахернская стена.
Двойные стены Феодосия II состояли из четырёх уровней защиты:
- глубокий ров шириной около 18,6 метра, заполненный водой[63];
- стена высотой около двух метров, игравшая роль бруствера[64];
- внешняя терраса шириной около 18,6 метра, называемая Паратехион[63];
- внешняя стена толщиной до двух метров, укреплённая башнями на расстоянии от 45 до 90 метров одна от другой. Она возвышалась примерно на три метра над нынешним уровнем Периболоса и примерно на 8,3 метра над Паратехионом. В нижней части квадратных башен часто было небольшое помещение с задней дверью, через которую можно было попасть в Паратехион и в подземный проход к городу[65].
- за этой стеной следовала внутренняя терраса шириной от 15 до 19,2 метра, называемая Периболос[66];
- внутренняя стена высотой 9,3 метра, укреплённая 96 башнями квадратной или восьмиугольной формы, которые с башнями внешней стены располагались в шахматном порядке[67].

На двойных стенах Феодосия II было 10 двойных (через обе стены) ворот двух типов: гражданские и военные. У гражданских ворот были названия, а у военных — порядковые номера. Часть ворот служила лишь для удобства гарнизона:
- пять гражданских ворот, перед которым были мосты через ров; через эти ворота осуществлялся проход в невоенное время[68];
- пять военных ворот, перед которыми не было мостов через ров. Они использовались армией во время осады. Внешние ворота вели в Периболос, а внутренние ворота охранялись с двух сторон выступающими наружу башнями, обеспечивавшими удобство ведения флангового огня. Внешние ворота Золотых ворот дополнительно были защищены двумя башнями со стороны города[68]. Первые военные ворота находились недалеко от Мраморной башни у Мраморного моря. В народе их называли Воротами Христа (сегодня их называют Табакскими воротами) из-за нанесённой на них христограммы.

Кроме ворот в стенах было несколько потерн. Для безопасности они располагались в основном во внутренней стене и её башнях и вели в периболос. В башнях внешней стены потерны, ведущие в паратехион, были редки.
От дворца Багрянородного к Золотому Рогу шла воздвигнутая в VII веке и позже расширенная стена Влахерн. Она была возведена вокруг одноимённого района, в котором в последние века существования Византии находился императорский дворец и резиденции аристократии. Влахернская стена не была дублирована и лишь частично защищалась рвом с водой со стороны Золотого Рога. Однако сила стены заключалась в её толщине и прочности. Она имела около 12—15 метров в высоту, была толще Феодосийских стен и с более близко стоящими башнями. Расположенная на крутом склоне, она не имела рва, за исключением нижнего конца к Золотому Рогу, где он был выкопан при императоре Иоанне VI Кантакузине. Османская артиллерия так и не смогла их пробить за два месяца осады. Укреплённый дворец Багрянородного был построен вплотную к стене ещё императором Мануилом I.

### Силы защитников
Папа Николай обязался отправить три корабля с провизией и направил кардинала Исидора Киевского в Константинополь, чтобы продвигать Унию. Исидор прибыл в Константинополь 26 октября 1452 года с отрядом из двухсот неаполитанских лучников. По пути к нему в Хиосе присоединился архиепископ Хиоса Леонард. Венецианская колония города, возглавляемая байло Джироламо Минотто, присоединилась к защите Константинополя после уничтожения корабля Антонио Риццо. Несколько кораблей во главе с Альвизо Диедо и Габриэле Тревизано прибыли в Константинополь в начале 1453 года. Несколько человек из Перы (расположенной на северном берегу Золотого Рога, напротив Константинополя) в частном порядке присоединились к защите города, несмотря на официальный нейтралитет колонии. В Константинополь прибыли генуэзцы братья Боккиарди (Антонио, Паоло и Троило) и генуэзский кондотьер Джованни Джустиниани (январь 1453 года) с отрядом из четырёхсот солдат из Генуи и трёхсот — с Родоса и Хиоса. Император сразу поручил ему как опытному военачальнику командование обороной сухопутных стен. Некоторые каталонцы во главе с консулом Альфонсо V в Константинополе, Пере Хулиа, поступили на службу Византийской империи, так же как и претендент на трон османов Орхан и его свита.
Участник обороны города Якопо Тетальди оценил число защитников в 6—7 тысяч человек, архиепископ Хиоса Леонардо писал о шести тысячах греков и трёх тысячах итальянцев. Сфрандзи, организовавший в городе перепись мобилизованных в конце марта 1453 года, насчитал 4773 (4983) грека, способных носить оружие и 2000 иностранцев. Большинство греков были простыми монахами или византийскими гражданами боеспособного возраста. Узнав о таком малом числе защитников городских стен, император просил держать перепись в секрете, чтобы не создавать в городе атмосферы страха и паники. Турецкий историк Х. Иналджик оценивал число защитников как восемь — девять тысяч человек с активной частью в 3000 латинян.
Артиллерия Константинополя ограничивалась несколькими небольшими пушками, которые Константин с трудом приобрёл незадолго до осады. Жители генуэзской Перы надеялись, что османы пощадят их. В некоторых источниках говорится, что население Константинополя составляло всего 36 000 жителей, но это заниженная оценка. На самом деле в городе было от 40 000 до 50 000 жителей, что в целом соответствует числу пленных, взятых османами после взятия города. Однако по сравнению с полумиллионом жителей, населявших город в период расцвета Византийской империи, это число ничтожно. Вследствие этого большие районы города были малонаселёнными, и город состоял из небольших кварталов, отделённых друг от друга возделанными полями и лесами.
У защитников был флот из 26 кораблей: пять — из Генуи, пять — из Венеции, три — из Венецианского Крита, один — из Анконы, один — из Арагона, один — из Франции и около десяти византийских. Однако 26 февраля семь итальянских судов (шесть с Крита и одно венецианское) с примерно семьюстами людьми, несмотря на клятву защищать Константинополь, выскользнули из столицы в момент прибытия Джустиниани. Силы защитников существенно ослаблялись разногласиями между православными греками и униатами и разногласиями между греками и западными католиками, а также между католиками из разных стран, например, из Венеции и Генуи. Эти разногласия продолжались до самого падения города, и императору приходилось тратить много сил для их сглаживания.

## Диспозиция

### Расположение войск защитников
| Ворота Константинополя: | Расположение войск: |
| --- | --- |
| a — Орейские b — Ксилопорта c — Золотые (I военные) d — II военные e — Источника (Пигийские) f — III военные g — Регийские h — IV военные i — Св. Романа j — V военные (военные Св. Романа) k — Харисийские l — Цирка (Керкопорта) m — Калигарийские n — Влахернские | ДМ — Джироламо Минотто ББ — Братья Боккиарди ДЛ — Джустиниани Лонго КД- Константин Драгаш ТК — Теодор Каристо ТП — Теофил Палеолог ФК — Филипп Контарини ДК — Деметий Кантакузин ИК — Якопо Контарини гм — греческие монахи О — Орхан к — каталонцы И — Исидор НП — Никифор Палеолог АД — флот Альвизо Диедо В — 70 османских судов (после 20 апреля) |

5 апреля прибыл сам султан со своими последними войсками, и защитники заняли свои позиции. Согласно С. Рансимену, силы защитников вдоль стены были распределены следующим образом (полный список защитников с занятыми ими позициями оставил Леонардо Хиосский):
- Джустиниани и сам император Константин Драгаш — у (V военных) ворот Св. Романа. Константин и его греческие войска охраняли Мезотихион (среднюю часть сухопутных стен, где их пересекал ручей Ликос). Этот участок считался самым слабым местом в стенах, и здесь больше всего боялись нападения. Джустиниани стоял к северу от императора, у Харисийских ворот (Мириандрион). Позже во время осады он был переведён в Мезотихион, чтобы присоединиться к Константину, оставив Мириандрион на попечение братьев Боккиарди.
- Братья Боккиарди из Генуи защищали окрестности Керкопорты и замок Константина Порфирогенита Палеолога.
- Гильермо Минотто (байло) и его венецианцы размещались во Влахернском дворце; братья Лангаско и архиепископ Хиосский Леонардо — за рвом, спускавшимся к Золотому Рогу, Теодоро Каристо — между Калигарийскими воротами и стенами Феодосия.
- Маурицио Катанео из Генуи — у гражданских ворот Св. Романа, южнее Драгаша и Джустиниани.
- Феофил Палеолог — между воротами Регийскими и Пигийскими.
- Филипп Контарини из Венеции — на территории вокруг II военных ворот (от Пигийских до Золотых ворот).
- Генуэзец Мануэле с отрядом из Генуи охранял Золотые ворота.
- Димитрий Кантакузин, византийский полководец, занял позицию на самой южной части Феодосийской стены.

Вдоль морской стены на Мраморном море:
- Пере Хулиа находился в Большом дворце с генуэзскими и каталонскими войсками.
- Кардинал Исидор Киевский охранял оконечность полуострова.
- Якопо Контарини, венецианский полководец — территорию вокруг монастыря Студионе[k 2].
- Византийские монахи — место на стыке бывшего Константиновского вала и моря.
- Шехзаде Орхан с шестьюстами воинов — гавань Элефтериос (порт Феодосия).

Золотой Рог:
- Альвизо Диедо, венецианский полководец — во главе флота.
- Габриэле Тревизано с венецианскими и генуэзскими моряками — стена.

Резерв:
- Никифор Палеолог с отрядом из 700 человек — в центре города у церкви Святых Апостолов (чтобы иметь возможность оперативно попасть в любую точку, где оборона ослабнет).
- Лука Нотарас  — у крепостных валов в районе Петры.

Ромеи пытались применить для обороны Константинополя свою немногочисленную артиллерию, но площадки на построенных тысячу лет назад башнях не были приспособлены для артиллерийской стрельбы, и при отдаче орудия разрушали свои же укрепления. Поэтому защитники сняли орудия с башен и использовали их для обороны на равнинной местности.

### Расположение османских войск
На рассвете Великого понедельника, 2 апреля, перед городом появились первые османские отряды. Византийская вылазка ослабила их, но прибытие османских подкреплений заставило греко-латинские войска отступить. С появлением османских войск перед городом 2 апреля защитниками была натянута блокировавшая Золотой Рог цепь между Перой и остальной частью Константинополя, а за цепью в качестве дополнительной защиты было размещено 10 кораблей. Константин XI приказал разрушить мосты, пересекавшие ров, и закрыл городские ворота. 5 апреля прибыл султан и 6 апреля он выдвинул свои войска на позиции:
- Заганос-паша расположился у Галаты, чтобы контролировать генуэзскую колонию.
- Караджа-паша с войском Румелии — между Золотым Рогом и Харисийскими воротами, напротив валов Влахерна, то есть напротив венецианцев под командованием Гильермо Минотто.
- Исхак-паша с войском Анатолии — напротив южной части двойных валов Феодосия. Мехмед II не доверял Исхаку-паше, поэтому к нему был приставлен Махмуд-паша.
- Между Караджей и Исхаком стояли янычары.
- Сулейман Балтоглу, командующий флотом, прибыл 12 апреля и замкнул кольцо осады. Он контролировал Мраморное море и Босфор, удерживая город в блокаде со стороны моря, чтобы не допустить помощи Константинополю с этой стороны.
- Султан разбил свой шатёр в долине ручья Ликос, сразу за позициями, занимаемыми янычарами, севернее ворот Св. Романа. Мехмед послал парламентёров с предложением сдаться. В случае капитуляции он обещал городскому населению сохранение жизни и имущества, а Драгашу обещал разрешить отступить в Мистру и править, как суверенный правитель деспотата Мореи. Император Константин ответил, что готов заплатить любую дань, какую в силах будет выдержать Византия, и уступить любые территории, но отказался сдать сам город. Вместе с тем Константин приказал венецианским морякам промаршировать по городским стенам, демонстрируя, что Венеция является союзником Константинополя. Венецианский флот был одним из сильнейших в Средиземноморском бассейне, и это должно было подействовать на решимость султана. Но это не произвело на Мехмеда впечатления, и он отдал приказ готовиться к штурму[83].

## Осада: первые бои

### До 18 апреля

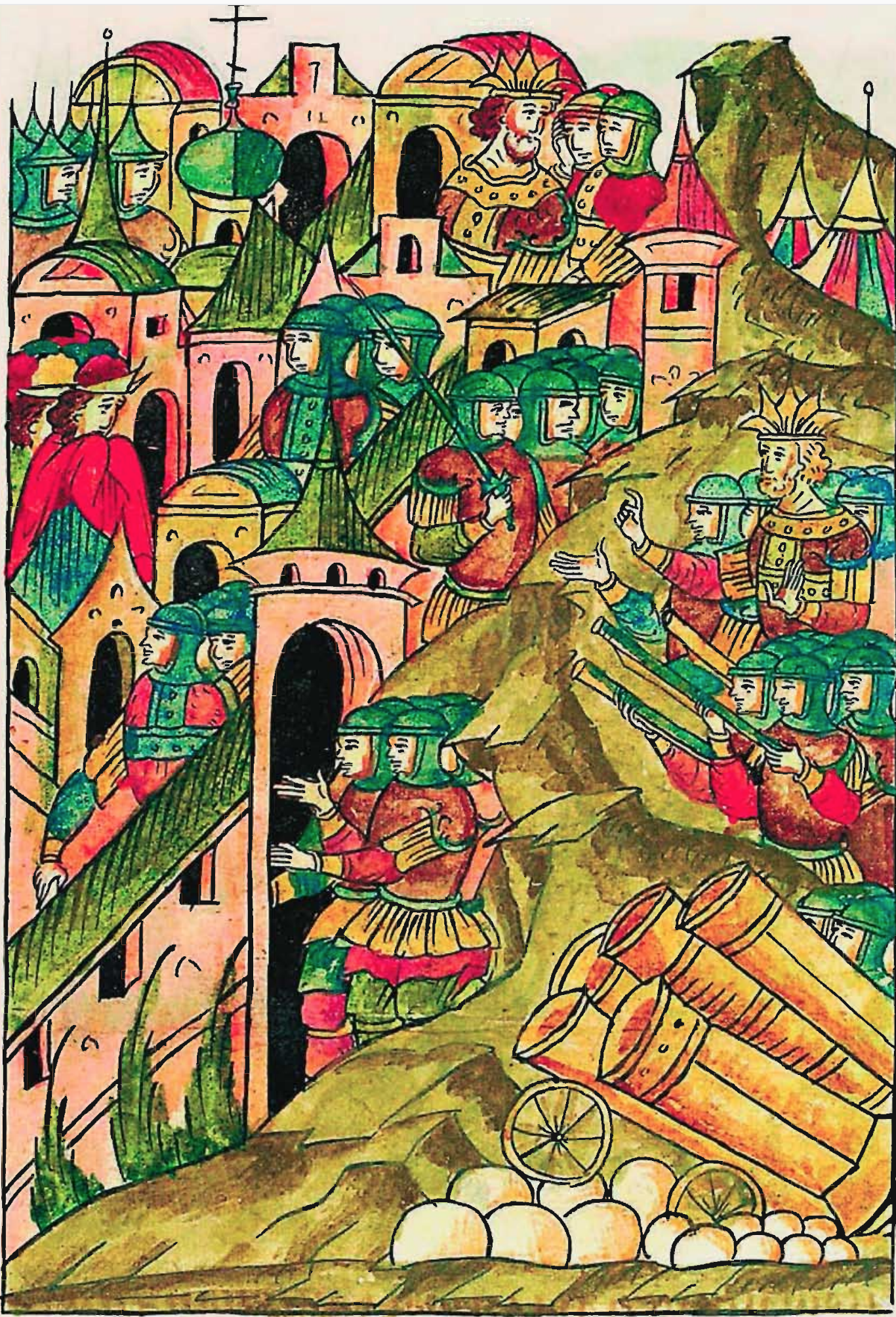
«Магмет же окаянный опять, быстро снарядившись, стал рассылать свою рать по всем улицам и по воротам подстерегать царя, а сам остался только с янычарами; оградившись в обозе пушками и пищалями окружив себя, ибо боялся царя»

С 11 апреля тяжёлые орудия были сконцентрированы на позициях в долине ручья Ликос. Получив отказ Константина сдать город, султан приказал начать обстрел. Османы подвезли две огромные бомбарды, в том числе Базилику Орбана, которая производила огромные разрушения в стенах Константинополя, хотя могла производить не больше семи выстрелов в день. После двух дней обстрела были частично обрушены стены у Харисийских ворот, обломками был частично засыпан ров. В ту же ночь население вышло к стене, чтобы очистить ров и починить стены. Вплоть до окончательного падения города каждую ночь жители выходили к стенам для их ремонта. Мехмед, ожидавший дополнительных орудий, приостановил обстрел и направил войска засыпать рвы у стен. Османский флот 9 апреля безуспешно попытался форсировать Золотую Цепь, после неудачи Балтоглу отвёл суда и решил дождаться черноморской части флота. Вскоре после его прибытия 12 апреля в районе Золотого Рога произошли бои. Османские суда стреляли из пушек, а моряки пытались штурмовать христианские корабли. Однако более высокие византийские и итальянские суда смогли отбить атаку и даже перейти в контратаку. Под угрозой окружения Балтоглу отступил. Из-за малой эффективности артиллерии на судах султан установил пушку на мысе Галаты, которая уничтожила один из христианских кораблей, после чего христианский флот ушёл глубже в Золотой Рог.
По утверждению участника защиты города Николо Барбаро, с 12 по 18 апреля активных действий не происходило, османы лишь обстреливали из пушек стены. В этот период Мехмед захватывал оставшиеся ещё византийскими крепости в окрестностях Константинополя. Замок в Ферапии на берегу Босфора обстреливали двое суток, его гарнизон сдался лишь после того, как замок был совсем разрушен. Замок Студиос на Мраморном море был захвачен за один день. Пленников — 36 солдат Студиоса и 40 — Ферапии — посадили на кол перед стенами Константинополя. На главном острове Принцевых островов Принкипо отказался сдаться гарнизон башни возле монастыря Св. Георгия из тридцати солдат. Балтоглу обстрелял башню перенесёнными с кораблей пушками, но их выстрелы оказались бессильны разрушить толстые стены. Тогда башню обложили сухими ветками и подожгли, часть защитников сгорела, тех, кто попытался прорваться, захватили и казнили. В отместку за сопротивление гарнизона Балтоглу продал в рабство всех жителей острова.
В ночь на 18 апреля в Мезотихионе (между воротами Св. Романа и Харисийскими) османы предприняли первый крупный штурм стен Константинополя. Засыпав ров, они пытались сжечь заграждения из кольев, чтобы подобраться к разрушенной части стен и прорваться в город, однако Джустиниани успешно отразил этот удар. Осаждённым помогло то, что при сражении в узком пространстве многочисленность османов не давала им преимущества, в то время как на первый план вышел опыт солдат Джустиниани. После четырёх часов боя османы отступили. По словам Барбаро, они потеряли двести человек, а христиане — ни одного. Этот бой поднял дух осаждённых.

### 20 и 21 апреля
Спустя несколько дней противостояние продолжилось уже на Мраморном море. Утром 20 апреля три генуэзских корабля с продовольствием и снаряжением под командованием капитана Флантанеласа и византийский корабль с сицилийской пшеницей приблизились к Константинополю. В устье Босфора у мыса Серальо весь османский гребной флот окружил четыре христианских судна и атаковал их. Но христиане имели преимущество, поскольку их суда были выше, и с них было удобно осыпать противников стрелами и копьями. Подойдя к византийским берегам, суда ждали, пока южный ветер стихнет. Население города устремилось к крепостным валам, чтобы посмотреть на битву, а султан выехал к морю, отдавая приказы. Сначала ветер гнал корабли к юго-востоку от города и к безопасному берегу Золотого Рога, но ветер внезапно стих, когда корабли находились под стенами Акрополя, и течение начало гнать корабли к берегу Галаты, где находился Мехмед со своей армией. Османы сначала обстреливали суда христиан, а затем, потерпев неудачу и не потопив их, они решили идти на абордаж. Генуэзцам удалось отразить многочисленные атаки, используя преимущество в уровнях палуб, а ромеи отбились, используя греческий огонь. Однако византийский корабль сильно пострадал и оказался на грани затопления, поэтому генуэзские суда подошли к нему вплотную, сцепились и удержали на плаву. Несмотря на большие потери, османы продолжали атаковать суда. Казалось, что христианские моряки скоро будут побеждены, но ветер снова изменился и помог им зайти в Золотой рог. Этот небольшой успех вызвал у жителей города подъём духа. Османские потери составили около ста убитых и трёхсот раненых. Христианские потери составили 23 убитых, но половина оставшихся моряков была ранена.
Среди османских военачальников неудача в попытке задержать суда привела к возобновившимся дискуссиям о целесообразности продолжения осады. Во время боя Балтоглу был тяжело ранен в глаз. После поражения он предстал перед султаном, который приказал отрубить ему голову (посадить на кол). Его жизнь была спасена янычарами, которые свидетельствовали о его мужестве и упорстве в бою, после чего Мехмед отменил своё решение. Несмотря на то, что опальный адмирал не был казнён, его имущество было роздано янычарам, а самого его били по подошвам (Дука утверждал, что Мехмед лично дал Балтоглу сто ударов). На его место Мехмед назначил Хамзу-бея.
Несмотря на то, что постоянный обстрел стены уже привёл 21 апреля к разрушению одной из башен (Виктиниева башня) возле ручья Ликос, османы не атаковали её. Если бы в это время османы пошли на штурм, то, по оценкам очевидцев, город бы пал. Однако султан в это время был на берегу Босфора в месте, называемом Две Колонны, видимо, планируя переброс судов. Отсутствие в тот момент султана у стены спасло город, а затем брешь была быстро заделана подручным материалом. После боя 21 апреля защитники соорудили на нижней части долины частокол, заменявший внешнюю стену, чтобы нейтрализовать опасность, возникшую от появления бреши.
Примерно к 24 апреля относится происшествие с пушкой Орбана. Нестор Искандер писал о её разрушении в 13-й день боёв: «Зустунея [Джустиниани] же, наведя пушку свою, попал в ту пушку, и разорвало у неё зелейник».

### Перетаскивание судов

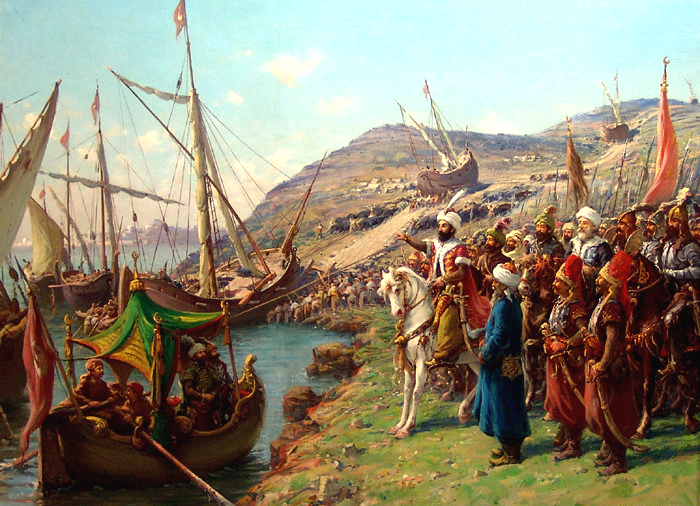
Мехмед II наблюдает за перевозкой своих судов по суше. Фаусто Зонаро

Мехмед II решил использовать хитрость для попадания его судов в Золотой Рог. Во время кампании в Ломбардии венецианцы перетаскивали суда по суше с реки По на озеро Гарда на деревянных платформах с колёсами. Вероятно, об этом султану сообщил один из находившихся у него на службе итальянцев. В отличие от венецианцев, которые переправляли свои корабли через равнину, Мехмеду приходилось перебрасывать свой флот по холмистой местности с перепадом высот более 60 м. План состоял в том, чтобы построить дорогу из промасленных брёвен через Галатский холм рядом со стенами Перы (Галата) от Босфора до Золотого Рога, по которой корабли будут тащить на берег Золотого Рога, где их снова спустят на воду. Начало маршрута находилось у Двух Колонн (обозначены на карте Буондельмонти, находились там, где сейчас расположен Долмабахче). Мехмед организовывал работу с 21 апреля с помощью тысяч мастеров и рабочих, в то время как пушка, установленная около Перы, непрерывно бомбила окрестности цепи, чтобы скрыть приготовления. На рассвете 22 апреля первые корабли были перетащены с помощью волов в Золотой Рог. Собранные повозки с литыми колёсами были спущены под воду, подведены под корпуса судов, а затем при помощи быков вытащены на берег вместе с судами. Вскоре османские корабли спустили на воду напротив ворот Спига (в месте спуска судов на воду сейчас расположена гавань Касымпаша в Галате), и они бросили якорь в Золотом Роге. Ашикпашазаде утверждал, что было переправлено 70 судов, Константин из Островицы — 30. Современные событиям христианские источники называли от 67 (Критовул)  до 80 (Якопо Тетальди).

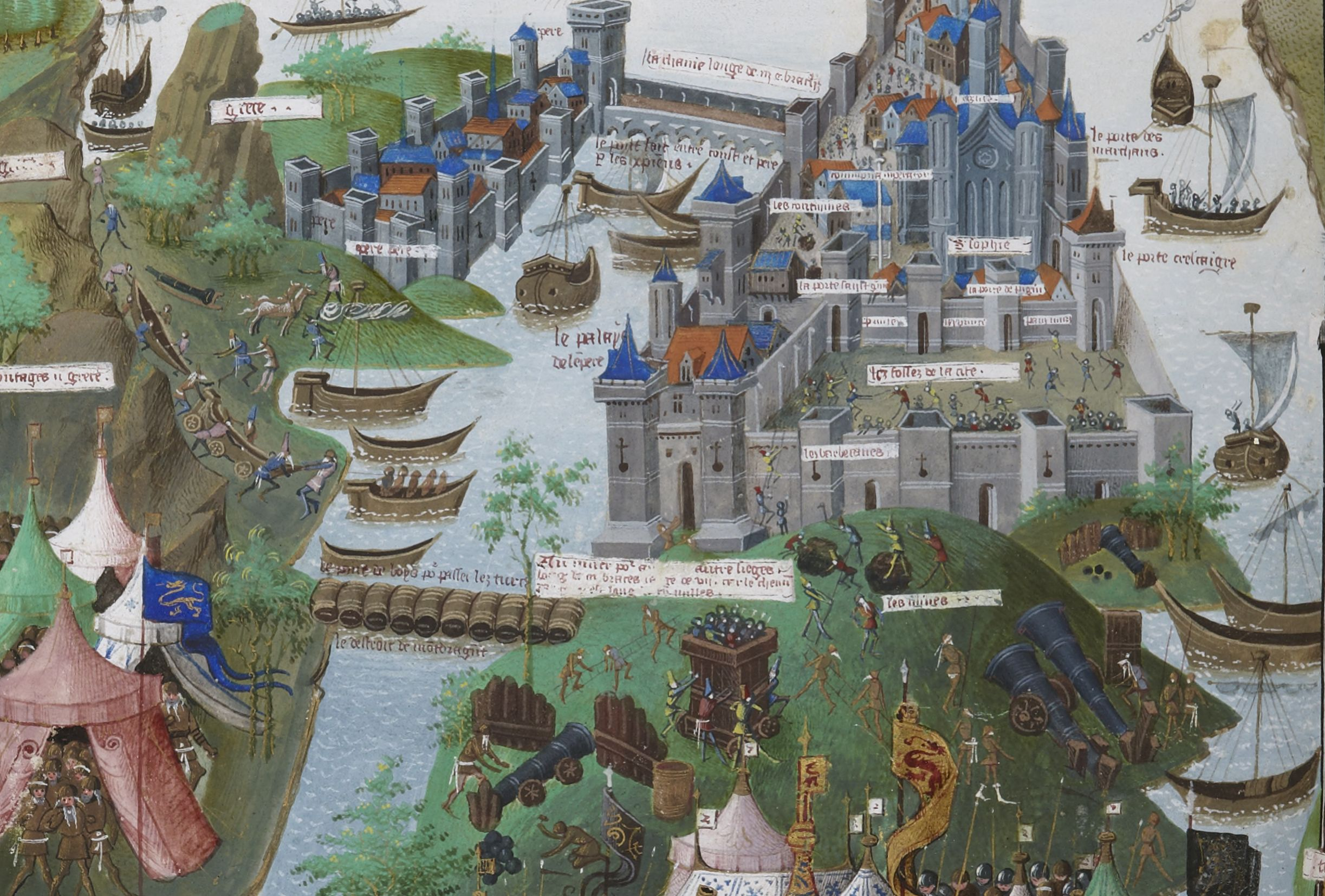
Осада Константинополя
Ж. де Тавернье, 1455

23 апреля защитники Константинополя провели совет, но у них было мало вариантов действий. Капитан Джакомо Коко из Трапезунда предложил поджечь турецкий флот греческим огнём со своих кораблей после наступления темноты. Сначала планировалось осуществить задуманное в ночь на 24 апреля, но операция была отложена до 28 числа. В ночь на 28 апреля, как только христианские корабли подняли якорь, с одной из башен Галаты османам был послан яркий световой сигнал, и корабль Кока был уничтожен артиллерией поджидавших османов. Одной из галер и транспорту удалось выйти без особых повреждений, но малые суда понесли большие потери. Мехмед велел казнить захваченных моряков (40 или 33) перед городскими стенами, в ответ ромеи казнили на стенах на виду османской армии двести шестьдесят пленных. Потери защитников составили галера, фуста и девяносто матросов.
Современники обвиняли генуэзцев в том, что они сообщили султану об этих планах: Дука обвинял их прямо, Барбаро называл предателем подеста Галаты, архиепископ Леонардо на предательство намекал, Михаил Критовул и Убертино Пускуло писали, что Мехмед получил информацию из Галаты. Пускуло назвал предателя из Перы, известившего султана о планах осаждённых, Анджело Заккария. Такие обвинения трудно опровергнуть, но по словам Э. Пирса, «следует помнить, что крик о предательстве обычно поднимается в аналогичных случаях, когда что-то идёт не так, и, поскольку подготовка должна была быть известна очень многим людям, то было бы действительно удивительно, если бы Мехмед не узнал того, что знало так много людей».
Захват части Золотого Рога позволил османам улучшить связь между армией у стен Константинополя и войском Заганоса, стоявшим у Перы. Они соорудили понтонный мост из сотни связанных попарно винных бочек через Золотой рог и им более не приходилось объезжать его и делать крюк. Мост оказался полезен и в другом — на нём установили орудия и обстреливали стены Влахерн, самые слабоукреплённые, со стороны моря.
Появление вражеского флота оказало разрушительное воздействие на настрой населения, в котором хранилась память об ужасах захвата города крестоносцами, проникнувших в город через морские стены со стороны Золотого Рога. Чтобы предотвратить повторение катастрофы 1204 года, обороняющимся пришлось часть и без того небольшого контингента защитников города перебросить на эти стены. В заливе была лишь часть флота османов, вторая его половина оставалась в Босфоре, и осаждённые были вынуждены держать свой флот у цепи, чтобы помешать обеим частям османского флота соединиться.

### Венецианские подкрепления
26 января 1453 года Минотто обратился за помощью к Сенату Венеции. Хотя его обращение было получено 19 февраля, флот во главе с Альвизо Лонго вышел только 13 апреля. При этом он направился не к Константинополю, а к Тенедосу — для сбора информации о ситуации в Константинополе и об османских войсках. По инструкции Альвизо Лонго должен был ждать там адмирала Джакомо Лоредано до 20 мая, прежде чем отправиться к Константинополю и подчиняться байло Минотто. Лоредано же до 7 мая не покидал Венецию, а затем отправился на Корфу, чтобы к нему присоединилась галера с острова. Вместе с Лоредано ехал венецианский посол к султану Бартоломео Марчелло. В инструкции дипломата входило попытаться заключить мир между сторонами, заверив Мехмеда в мирных намерениях Венеции.
Папа изо всех сил пытался организовать экспедицию по оказанию помощи Константинополю, но в Италии все были убеждены, что город может продержаться ещё долго. 10 апреля Венеция узнала, что кардиналы готовятся за свой счёт снарядить небольшой флот из пяти кораблей. При этом после 31 мая северные ветры затрудняли судоходство в проливе и любая помощь была уже бесполезна. Только 5 июня (через неделю после падения Константинополя) представитель Республики Рагуза сообщил Венеции, что папа готов заплатить 14 000 дукатов за флот. В Венеции сочли эту сумму недостаточной, что задержало отправку экспедиции, в которой к тому же уже не было необходимости.

### Отправка корабля
После частичного захвата Золотого Рога османы продолжили обстрел города без прямого штурма. Жители города столкнулись с нехваткой продовольствия. Запасы уменьшились, рыбаки больше не могли ловить рыбу из-за османских кораблей в Золотом Роге. В осаждённом городе всё ещё была жива надежда, что Запад не забыл о них и что христианская армия или флот уже на пути к городу. Император решил послать корабль на поиски венецианской эскадры. 3 мая христианское судно с османским флагом и командой в османской одежде вышла из Золотого Рога в сторону Эгейского моря. 23 мая корабль вернулся в город, так никого и не обнаружив. Команда корабля могла не возвращаться в Константинополь и спастись, но моряки решили разделить с осаждёнными их судьбу. Константину снова предложили покинуть Константинополь и отправиться на Запад, чтобы просить помощи, как его отец Мануил II во время осады Баязида в 1399 году. Но император категорически отказался, решив остаться в городе.

## Осада: давление растёт

### Усиление обстрелов
Между тем в Константинополе накалились отношения между генуэзцами и венецианцами. Первых обвиняли в предательстве, приведшем к неудаче 28 апреля, а те в ответ обвиняли венецианцев в трусости. Моральный дух осаждённых слабел. Мехмед продолжал требовать сдачи города, предлагая в обмен гарантии безопасности жителям и их имуществу, и обещая императору изгнание в Морею. В начале мая интенсивность бомбардировок увеличилась, а 6 мая была восстановлена пушка Орбана. По словам Нестора Искандера, на 25-й день осады «безбожный [султан] приказал снова прикатить ту огромную пушку, ибо, надеясь скрепить, её стянули железными обручами. И когда выстрелили из неё, тотчас же разлетелась пушка на множество частей». Стены города разрушались всё сильнее, несмотря на усилия жителей города по их ремонту. Османы снова попытались в ночь на 7 мая прорвать оборону у ворот Св. Романа, но, благодаря действиям императора и Джустиниани, они были отбиты. После этого нападения венецианцы решили вывезти всю военную технику со своих кораблей на склады в самом городе, а 9 мая император решил все венецианские суда, которые не были необходимы для защиты цепи на Золотом Роге, отвести в Просфорианский порт (расположенный у выхода из Золотого рога), а их команды отправить к повреждённым стенам Влахерна. Это решение было встречено моряками с неудовольствием, но к 13 мая они встали на стены. В ночь на 12 мая в месте, где соединяются двойные стены Феодосия II и стены Влахерн, османы опять штурмовали, но эта атака также была отражена. Благодаря прибытию венецианских моряков 13 мая была отражена новая атака османов, начавшаяся незадолго до полуночи.
После постановки на якорь большей части венецианского флота Мехмед решил, что его флоту в Золотом Роге ничто не угрожает и 14 мая снял всю артиллерию с северного берега залива и установил напротив стены Влахерн на понтонный мост. Через несколько дней артиллерия была переброшена в долину Ликоса. Главные орудия османов были расположены на холме напротив ворот Св. Романа, которые были самыми ненадёжными. После этого стены в долине Ликоса подвергались постоянному обстрелу.

### Подкопы
Османы попытались подорвать фундаменты крепостных стен, прокопав туннели. Для этого использовали сербских горняков из Ново-Брдо. Сначала минёры рыли минные галереи в районе Харисийских ворот, но из-за неподходящих условий перенесли деятельность в район Калигарийских ворот. 16 и 17 мая османский флот с громким звуком труб и барабанов подошёл к цепи на Золотом Роге, имитируя атаку на неё. Однако, когда суда подходили к цепи, то просто проплывали мимо. То же самое повторилось 21 мая. Таким образом османы отвлекали внимание защитников и заглушали шум работ минёров.
16 мая недалеко от Калигарийских ворот подкопы были обнаружены благодаря производившемуся минёрами шуму. В городе нашли среди защитников специалистов по горному делу и организовали рытьё контртуннелей под руководством инженера немецкого или шотландского происхождения Йохана Гранта. Некоторые из османских туннелей были затоплены, а в другие ворвались византийские солдаты и убили землекопов. По словам Барбаро, в районе Калигарийских ворот, где нет барбаканов, подкопы обнаружили несколько раз: 21 мая в полдень (его подожгли), вечером 22 мая (его подожгли), ещё один туннель 22 мая рухнул сам. Утром 23 мая защитники обнаружили ещё один подкоп недалеко от того места, где были найдены остальные. Он тоже был подожжён и рухнул на минёров, когда прогорели опоры, но в этом туннеле удалось схватить двоих османов. После пыток они сообщили о местонахождении всех подкопов. Затем их головы были отрублены и переброшены через стены. После этого защитники обнаружили 24 и 25 мая два последних туннеля, один из которых был замурован, а второй обрушен. Больше подкопов не было. По словам Тетальди, всего их было 14.

### Осадные башни
Большим препятствием для атакующих османов был ров перед стеной, который они пытались засыпать, но защитники снова откапывали его по ночам. 18 мая Мехмед «приказал, собравшись всей силой, подкатить к стенам огромные крытые туры». Османы подтащили к разрушенной башне Св. Романа осадную башню и поставили её поверх рва. Барбаро описывал эти осадные башни как сооружённые из прочного каркаса, обтянутого верблюжьими шкурами. Изнутри их наполовину заполнили землёй, чтобы защитить находившихся в башне солдат. К башне прокопали ход, прикрыв его сверху. Под защитой башни османские солдаты засыпали ров. Хотя защитники днём пытались вывести башню из строя и разрушить, рабочие под её прикрытием за день зарыли траншею. Однако ночью несколько защитников подкрались к башне, подкатили бочки с порохом, зажгли фитили и отступили. Сильный взрыв разрушил башню, поэтому защитники смогли за ночь откопать большую часть траншеи и восстановить стены. Несколько других османских осадных башен были уничтожены аналогичным образом, после чего от этой тактики отказались, а оставшиеся башни были ликвидированы.

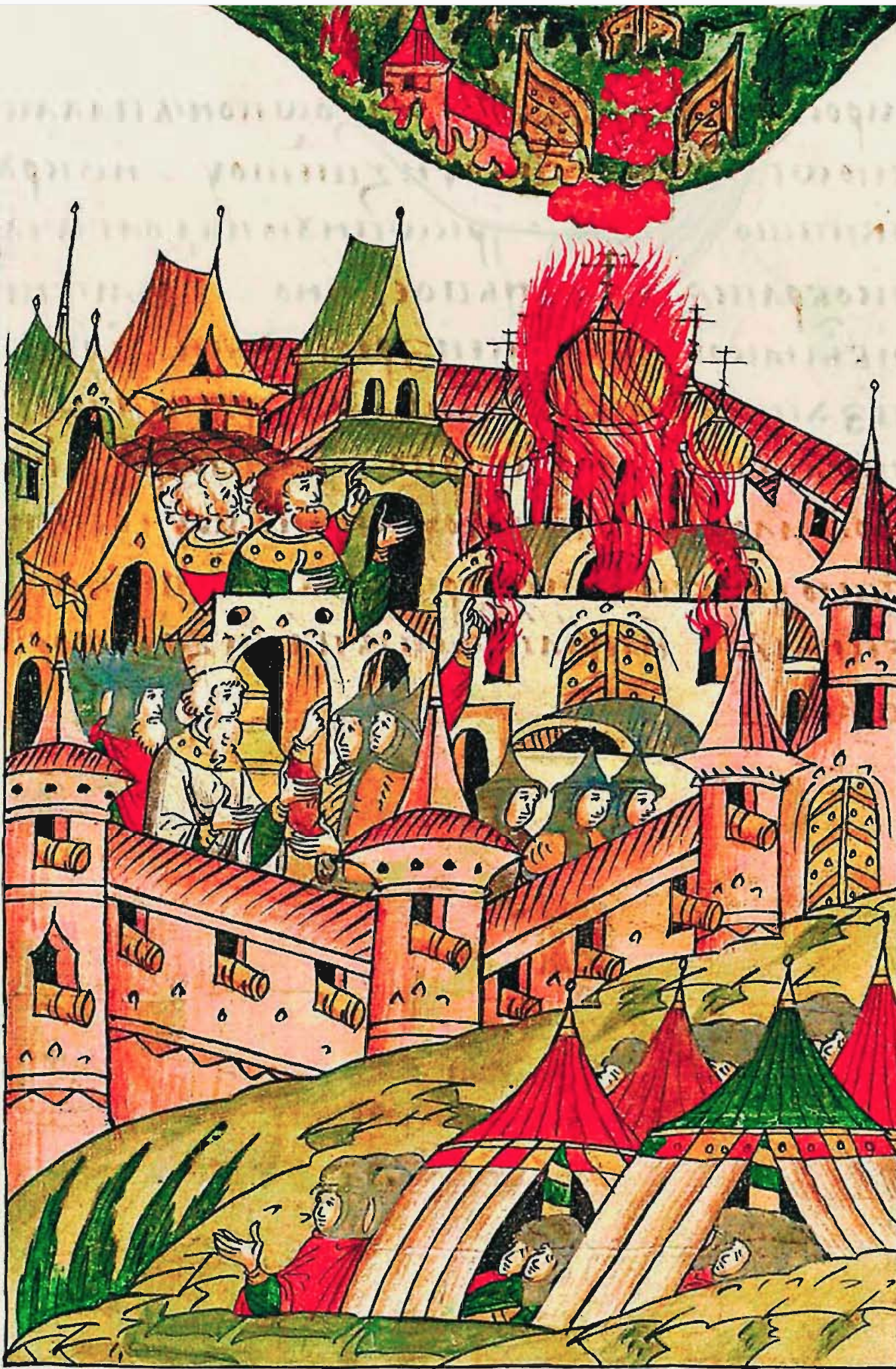
«Было страшное знамение в городе. <…> у Великой церкви Софии Божьей наверху из окон огромное пламя огненное выбилось и окружило всю шею церковную на долгое время»

### Предзнаменования
Моральный дух осаждённых пал после возвращения 23 мая корабля, не нашедшего помощи. Все знали о предсказаниях, что последний император, как и первый, будет носить имя Константин и будет сыном Елены. Так же было предсказание, что Константинополь не падёт на растущей луне. Но 24 мая было полнолуние, и затем луна должна была убывать, на это наложилось лунное затмение. Напуганные жители города решили на следующий день пройти крестным ходом, но икона упала, и её невозможно было поднять, затем хлынул ливень, сменившийся плотным туманом, а ночью вокруг купола Св. Софии заметили сияние. Николо Барбаро писал:

Этот знак фактически дал этому прославленному государю понять, что пророчества сбудутся и что его империя приближается к своему концу, как это и случилось. С другой стороны, этот знак показался туркам знаком победы, которые очень обрадовались и устроили большой праздник в своём лагере.

### Последние дни
Боевой дух османского войска тоже ослабевал со временем. Османы опасались прибытия христианских подкреплений тем более, что Янош Хуньяди утверждал, что свободен от мирного договора, подписанного с султаном. Кроме того, османский флот потерпел несколько неудач. Мехмед снова попытался добиться сдачи города. Примерно 25 мая  он отправил в город посланника, Исфендияроглу Кызыл Ахмед-бея. С. Рансимен считал целью переговоров убедить византийцев сдать город в обмен на беспрепятственный выход со всем имуществом из города всем желающим и неприкосновенность оставшимся жителям, а Константину — власть в Морее. По словам Ф. Бабингера, Мехмед предлагал Константину принять ислам для спасения. Однако император соглашался на огромный выкуп за снятие осады и уплату ежегодной дани 70 000 дукатов в будущем, на все условия, шёл на все уступки, кроме одной — сдачи Константинополя. В ответ Мехмед II озвучил невиданный размер выкупа и ежегодную дань в размере 100 тысяч золотых византинов, который город никак не смог бы выплатить. При этом, как Ф. Бабингер полагал вслед за Халкокондилом, реальной целью этих переговоров была не сдача города. Мехмеду было нужно, чтобы его человек проник в город и сообщил ему об обстановке внутри стен.
26 мая Мехмед собрал своих советников, чтобы выслушать их мнение. Халил-паша с самого начала был против конфликта с христианами и осады города, которая, по его мнению, принесла только убытки империи, а теперь армия рискует столкнуться с прибытием западных подкреплений. Мысль, что Халил-паша получал от византийцев подарки, громко не озвучивалась, но с этого времени визирь попал в немилость султана. Заганос-паша, как и многие другие более молодые военачальники, высказался за продолжение осады. По сообщению Георгия Сфрандзи, Заганос-паша доказывал, что Константинополю неоткуда ждать реальной помощи, ибо в среде «итальянских и других западных владетелей… нет единомыслия. А если всё-таки некоторые из них с трудом и многочисленными оговорками пришли бы к единомыслию, то в скором времени их союз потерял бы силу: ведь даже те из них, кто связан союзом, занят тем, как бы похитить принадлежащее другому, — друг друга подстерегают и остерегаются». Эти слова свидетельствуют о том, что султан и высшие сановники хорошо ориентировались во внешнеполитической обстановке. Мехмед поддержал тех своих помощников, которые настаивали на продолжении осады. Подготовка к крупной атаке была ускорена, был доставлен материал для закапывания траншеи, пушки были размещены на новых платформах, а интенсивность бомбардировки стен в районе Мезотихиона 26 и 27 мая увеличилась. В тот же день посланники Мехмеда объявили войскам о последнем штурме города и мотивировали их обещанием грабить завоёванный город в течение трёх дней. Весь день 27 мая войска закапывали ров, а в полночь работы были приостановлены, поскольку султан объявил понедельник 28 мая днём отдыха и подготовки к финальному штурму.

## Осада: подготовка к финалу

### Последние приготовления османов

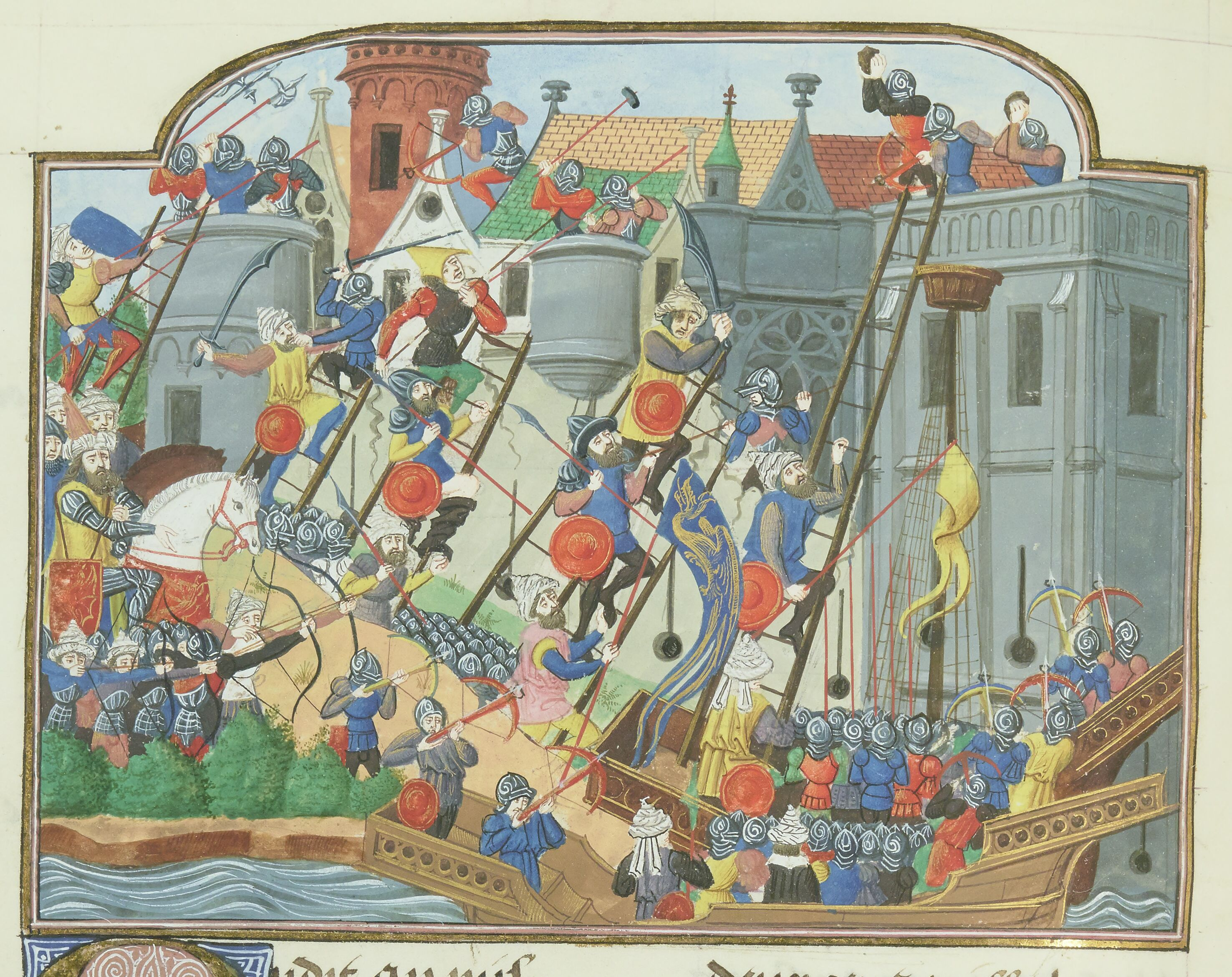
Штурм стен Константинополя
Филипп де Мазероль, 1450—1475

Мехмед совершил общую инспекционную поездку. Он приказал всему своему флоту в Золотом Роге и в Мраморном море подготовиться к штурму, моряки должны попытаться взобраться на морские стены Константинополя, чтобы вынудить осаждённых рассредоточить силы и держать людей на каждом участке стены. Заганос должен был оказать помощь морякам, в то время как остальные османские войска сосредоточились в районе стен Влахерна. Справа от него до ворот Харисиуса бейлербей Караджа-паша отвечал за наступление, а Исхак-паша и Махмуд-паша возглавляли войска Анатолии для штурма между воротами святого Романа и Мраморным морем. Султан взял под контроль сектор долины Ликос, самое слабое место византийской обороны.
Султан также встретился с представителями Перы и потребовал не оказывать никакой помощи осаждённому городу под угрозой наказания. В речи перед своими командирами и визирями он указал, что город не непобедим, и что защитники истощены, немногочисленны и непоследовательны.

Весь оставшийся день от рассвета до ночи турки ничего не делали, кроме как подносили к стенам очень длинные лестницы, чтобы использовать их на следующий день, который должен был стать кульминацией нападения. Таких лестниц было около двух тысяч, и после этого они воздвигли множество препятствий, чтобы защитить людей, которые должны были поднять лестницы к стенам.

### Приготовления в Константинополе
В городе о решении османов начать решительный штурм узнали сразу же, так как находившиеся в турецком войске христиане сообщили об этом осаждённым через записки, привязанные к стрелам и перекинутые через городские стены. Жителям и властям Константинополя было ясно, что последний час осады близок. Но и в эти последние часы между оборонявшимися не было единства. Обострился конфликт генуэзцев и венецианцев. Венецианцы снова обвиняли генуэзцев в нейтралитете Перы и предательстве. Леонардо описал, как, готовясь к последнему штурму, Джустиниани и Лука Нотарас поспорили из-за того, где разместить артиллерию. Джустиниани предполагал, что главный удар примут на себя стены и башни в долине Ликоса, а Нотарас собирался укрепить ими защиту стен вдоль Золотого Рога. Конфликт пришлось разрешить императору, который принял сторону Джустиниани. Другим конфликтом было противостояние итальянцев, участвовавших в защите города в основном добровольно, и местных жителей, греков. Итальянцы обвиняли греков в жадности:

В этот день мы, христиане, сделали семь повозок с мантелетами, чтобы установить их на сухопутные стены. Когда эти мантелеты были изготовлены, их принесли на площадь, и байло приказал грекам немедленно отнести их к стенам. Но греки отказались сделать это, если им не заплатят, и в тот вечер возник спор, потому что мы, венецианцы, были готовы платить наличными тем, кто их нес, а греки не хотели платить. Когда, наконец, защитные доски отнесли к стенам, было темно, и их нельзя было поставить на стены для атаки, и мы не использовали их из-за жадности греков.
28 мая был произведён последний ремонт стен. В понедельник 28 мая в городе носили иконы вдоль улиц, прошёл крестный ход с пением «Помилуй нас», в котором участвовали все, кто в данный момент не стоял на посту или не занимался ремонтом укреплений, независимо от вероисповедания. Реликвии вынесли к самым слабым местам стен, а Константин произнёс заключительную речь перед всеми защитниками. Позже он уехал в замок во Влахерны, где попрощался с членами своей семьи. Затем император молился в храме Св. Софии, а к полуночи уехал в сопровождении Сфрандзи на последнюю инспекцию стен, после чего они вернулись во Влахерны и наблюдали за приготовлениями османов с башни на самой выступающей части стены у Калигарийских ворот. Около часу ночи император отпустил своего секретаря.
Вечером защитники вернулись на свои позиции. Джустиниани и его люди стояли в самом слабом месте стены Мезотихиона. Двери внутренней стены были закрыты, чтобы не было возможности отступить.

## Осада: последний штурм
К моменту последнего штурма стены Константинополя были серьёзно ослаблены, и османская артиллерия пробила три бреши. Первую между Адрианопольскими воротами и дворцом Порфирогенитов, вторую — возле ворот Св. Романа в долине Ликоса, а третью — возле Третьих военных ворот. Но брешь в долине Ликоса была самой крупной.
Лауро Квирини написал 15 июля Папе Николаю V письмо с Крита и описал последний штурм как три волны. Барбаро так же писал про три этапа:

Султан разделил своё войско на три группы по пятьдесят тысяч человек в каждой: одна группа состояла из христиан, которые содержались в его лагере против его воли, вторая группа состояла из людей неблагополучных, крестьян и т. п., а третья группа состояла из янычар.

### Первая волна: начало

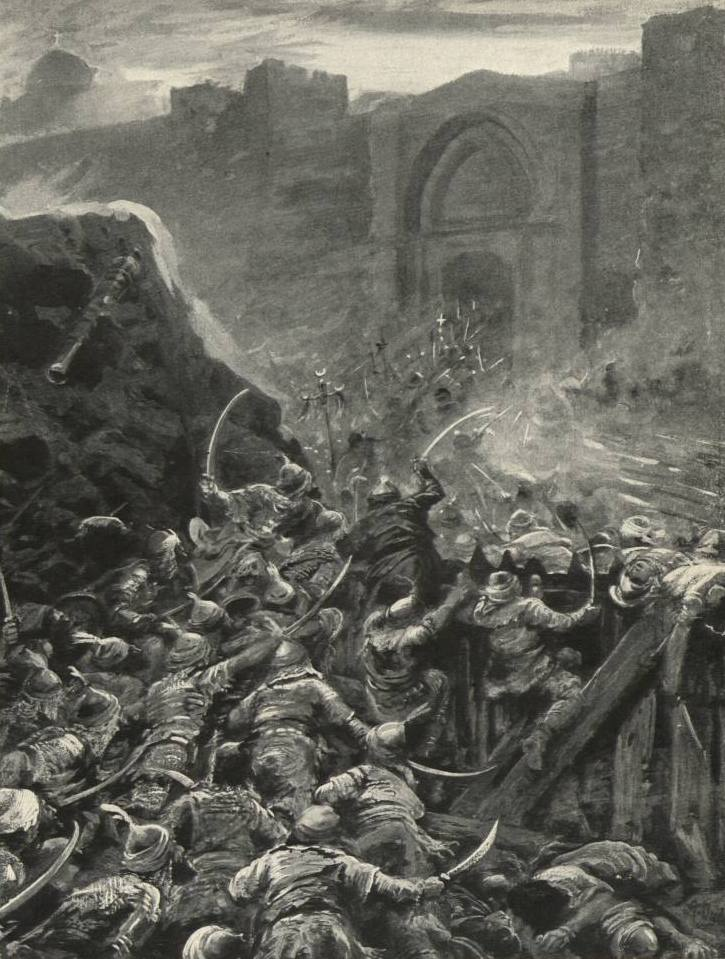
Штурм Константинополя Дадли Амброуз, 1915

В ночь с 28 на 29 мая около половины второго ночи османские войска по всей линии пошли на штурм через бреши. Последнее христианское богослужение в храме Св. Софии ещё продолжалось, когда началось последнее нападение на город. В османском войске барабаны, трубы и флейты подняли сильный, оглушающий шум. В Константинополе поднялась тревога, и все, способные носить оружие, заняли свои места на стенах и у брешей. Османы заполнили ров перед стенами, и осаждённые не могли их остановить. Несколько тысяч нерегулярных солдат с криками, звуком барабанов и труб атаковали стены Константинополя с целью измотать защитников. В их рядах были османы, славяне, венгры, немцы и итальянцы с приставными лестницами. За спиной этих ненадёжных солдат Мехмед разместил заградительный ряд янычар. Потери османов были очень тяжёлые. Усилия нападавших были сосредоточены в районе долины Ликоса. Атака их была угрожающей лишь на этом месте, в остальных местах их легко отбивали. В районе Ликоса обороной руководил Джустиниани Лонго, здесь также были сосредоточены все аркебузы и пушки, бывшие в городе.
Атакующие османские войска несли огромные потери, и многие воины были готовы повернуть назад, чтобы спастись от губительного обстрела со стен. Историк Дука писал, что сам султан, лично «стоя позади войска с железной палкой, гнал своих воинов к стенам, где льстя милостивными словами, где — угрожая». По словам Халкокондила, наказанием оробевшему воину была немедленная смерть. Согласно псевдо-Сфрандзи, «чауши и дворцовые равдухи (военные полицейские чины в турецкой армии) стали бить их железными палками и плетьми, чтобы те не показывали спины врагу. Кто опишет крики, вопли и горестные стоны избитых!». Нестор Искандер также утверждал, что османские командиры битьём принуждали воинов атаковать. После двухчасового боя османские командиры дали команду отступить. Греки стали восстанавливать временные заграждения в брешах.

### Вторая волна
Мехмед приказал отступить и направил в атаку анатолийские войска Исхака-паши на брешь у Третьих военных ворот (Тритон). Бой в узком пространстве давал преимущество защитникам, большое количество нападающих мешало им самим. Пушка Орбана уничтожила частокол, что позволило трём сотням нападающих проникнуть внутрь стен, но отряду Константина удалось выдавить их наружу. На других участках обороны защитникам также удавалось отражать атаки. От южной стены отряд солдат отправился на подмогу к защитникам долины Ликоса, монахи и отряд Орхана отразили несколько атак со стороны Мраморного моря. У стены Золотого Рога османы были не в состоянии реально угрожать византийской обороне. Атаки отряда Заганоса на дворец Влахерн оказались отбиты венецианцами, а атаки Караджи-паши были отбиты братьями Боккиарди.

### Третья волна: Ранение Джустиниани. Керкопорта

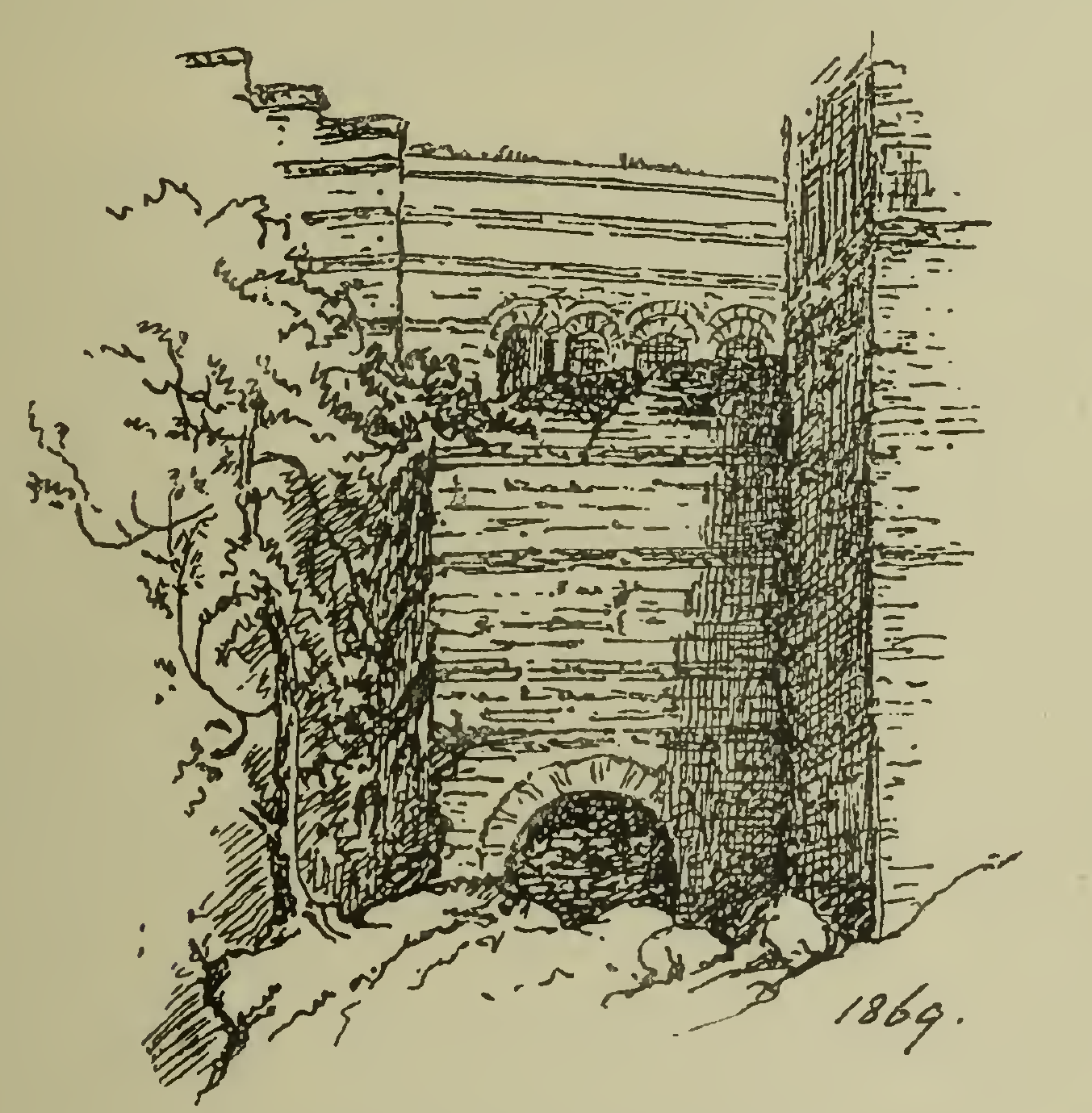
Керкопорта

После отвода анатолийских войск Исхака-паши на стены обрушился шквал снарядов, за которым последовала третья атака. Её вели 3000 янычар, которых сам султан Мехмед довёл до крепостного рва и направил в атаку. Янычары наступали двумя колоннами. Одна штурмовала Влахернскую стену, вторая шла на пролом в районе Ликоса. Несмотря на усталость, защитники сумели отразить и эту атаку. По словам Барбаро, осаждённым померещилось, что победа возможна, когда на одной из башен появился османский флаг.
Как османы проникли в город, точно неизвестно. Никкола делла Туччия писал о флорентийце Нери, прожившем 36 лет в Константинополе и пользовавшегося доверием императора. Согласно Никколо, Нери были доверены ключи от ворот, и именно Нери открыл ворота для османов во время последнего штурма. Генуэзцы, заметив османский флаг, бросились к нему. В этот момент произошло событие, которое принято считать поворотным моментом последнего штурма и ключевым моментом осады — у ворот Св. Романа Джустиниани был ранен в грудь пулей или арбалетной стрелой (в руку или бедро). Саад-эд-дин описывал это так:

Вождь откровенных негодяев, сражавшихся с нашими героями, взошёл на валы, чтобы дать отпор поборникам религии. Отважный проворный юноша взобрался на стену замка, как паук, и, обнажив свою кривую саблю, одним ударом заставил его подобную сове душу вылететь из нечистого гнезда своего тела.

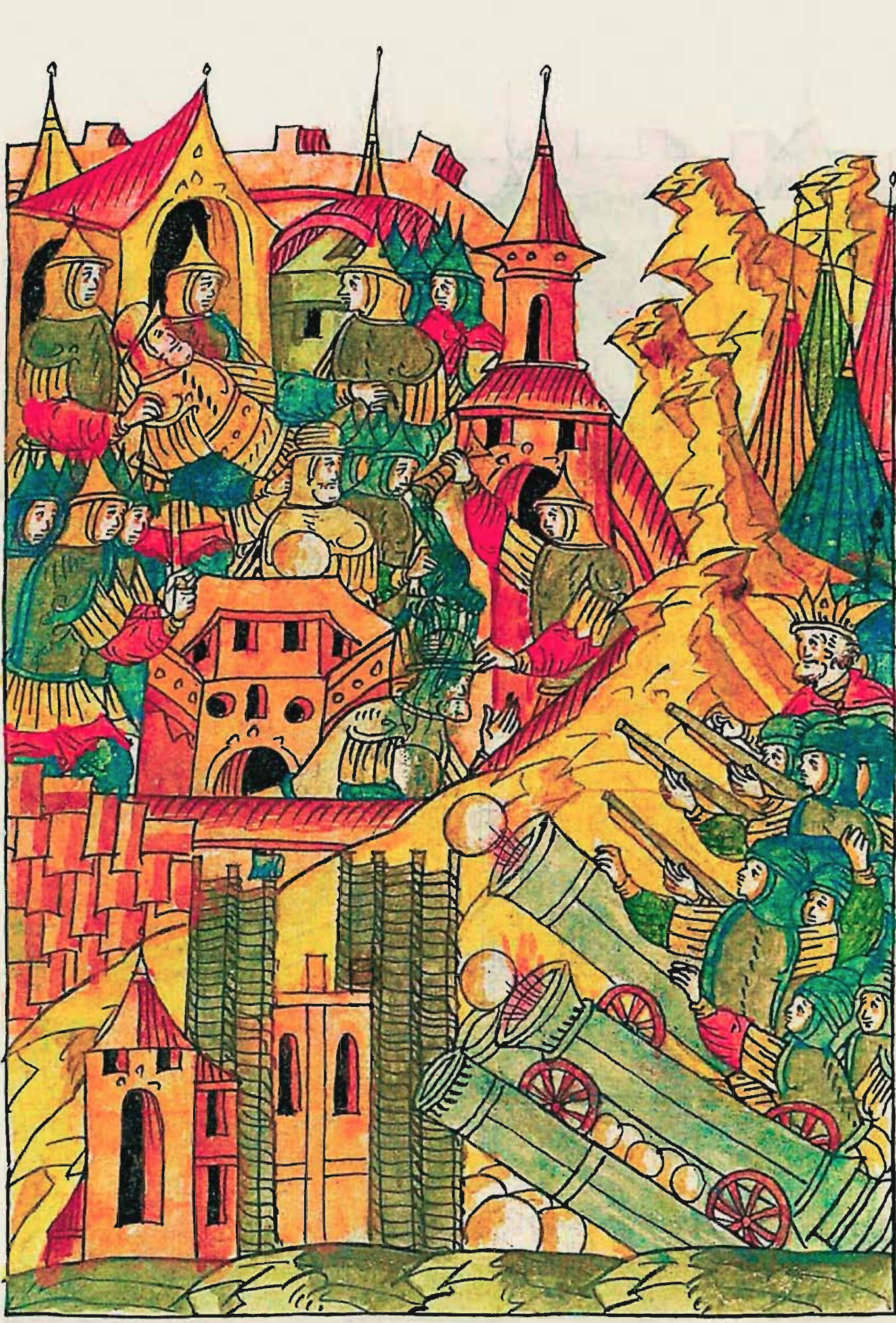
Первое ранение Джустиниани: «Зустуней со всей дружиной и все фряги начали восстанавливать башню; и прилетело из пушки ядро каменное на излёте, и ударило Зустунея в грудь; он упал на землю, и едва его отлив, отнесли в дом»

Раненый Джустиниани послал одного из своих солдат к Константину Драгашу, чтобы попросить у него ключ от небольших ворот и попасть внутрь города. Император отклонил эту просьбу, потому что перед атакой было решено, что после того, как солдаты выйдут в Периболос, ворота позади них будут заперты. Тем не менее, солдаты Джустиниани доставили командира в город, не слушая Константина. Венецианцы обвиняли Джустиниани в трусости и называли его виновником поражения. Барбаро даже не упоминал о ранении Джустиниани и просто заявлял, что Джустиниани дезертировал:

Увидев это, Цуан Зустиньян, генуэзец из Генуи, решил оставить свой пост и сбежал на свой корабль, который стоял у пирса. <…> и когда он бежал, он прошёл через город с криком: «Турки проникли в город!» Но он врал, потому что турок ещё не было внутри. Когда люди услышали слова своего капитана о том, что турки вошли в город, они все обратились в бегство, и все сразу бросили свои посты и бросились к гавани в надежде спастись на кораблях и галерах.
С тех пор поступок Джустиниани вызывает дискуссии. Утверждается, что если бы он остался с отрядом на посту, Константинополь, возможно, был бы спасён.
Нестор Искандер утверждал, что Джустиниани был ранен дважды. Накануне последнего штурма или в самом его начале «прилетело каменное ядро из пушки и, падая, ударило Зустунею в грудь и разбило ему грудь. И упал на землю, едва его отлили водой и перенесли в дом его». После ранения в грудь его «лечили всю ночь», но он так и не смог поправиться. Во второй раз «метнули копьём и попали в Зустунею, и ранили его в правое плечо, и упал тот на землю, словно мёртвый». Кроме Нестора Искандера двойное ранение Джустиниани упоминал Николаос Секундинос, попавший в Константинополь уже после осады (с венецианским посланником Бартоломео Марчелло) для переговоров о выкупе попавших в плен венецианцев. Секундинос писал: «Джованни [Джустиниани] … начал терять надежду на спасение города и получил два ранения». Сведения Николаос собрал от уцелевших после осады в Константинополе. Второе ранение вызвало сильную боль. Это ценная информация, объясняющая уход Джустиниани со стен.

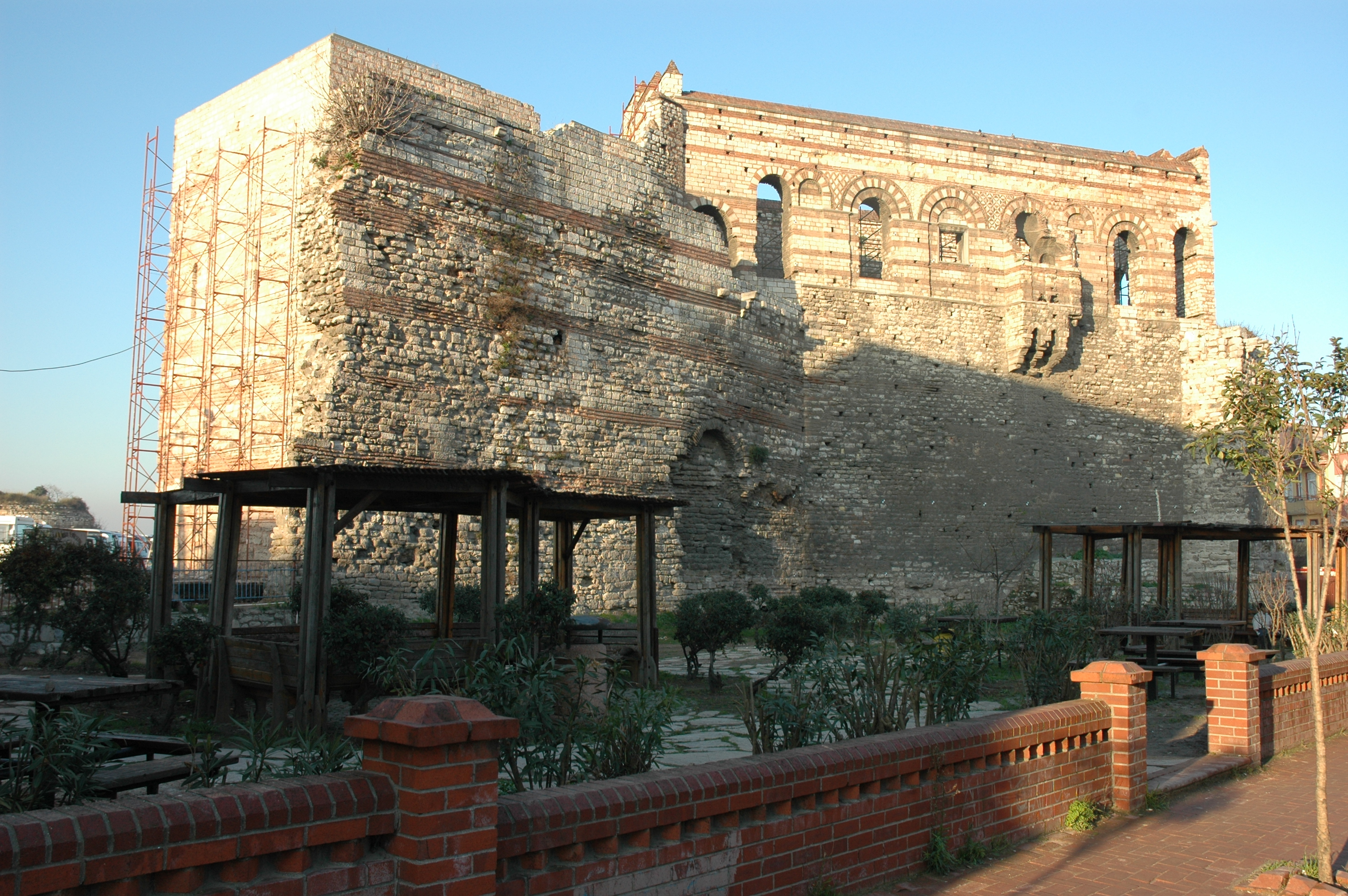
Предполагаемое местонахождение Керкопорты: стык 96-й башни (слева) и Дворца Константина Багрянородного

Ранение Джустиниани источники описывали по-разному: стрелой в правую ногу; в грудь выстрелом из арбалета; свинцовая пуля пробила ему руку и повредила нагрудник; он ранен в плечо из кулеврины; ему нанёс удар кто-то из своих. По словам Р. Кроули, сторонника версии о двух ранениях, наиболее правдоподобно, что при втором ранении доспехи Джустиниани были пробиты свинцовой пулей, но за небольшим внешне отверстием скрывались тяжёлые повреждения.
Венецианцы и греки во главе с императором Константином остались одни. Константин попытался остановить прорыв османов сам, без генуэзцев, он отправил свои последние резервы к воротам, но было уже поздно. Император поспешил в долину Ликоса, к воротам, через которые Джустиниани вошёл в город, и попытался организовать оборону, но защитники уже отступали. Далее в некоторых изложениях появляется упоминание некоего янычара Хасана, который во главе отряда числом в 30 человек смог ворваться в проход. Половина из них и сам Хасан были убиты, но остальные закрепились. Янычар Хасан не упоминается в описаниях современников. Его имя встречается впервые в «Хронике Магис» (Псефдо-Сфрандзи), являющейся фальсификацией XVI века авторства М. Мелиссургос-Мелиссеноса:

Некий янычар, по имени Хасан (а происходил этот гигант из Лупадия), левой рукой держа над головой щит, а в правой зажав меч, полез на стену — туда, где видел смятенье наших. За ним последовало примерно тридцать других, соревновавшихся с ним в мужестве. Наши же, что оставались на стене, поражали их копьями, били стрелами и скатывали на них огромные камни, так что восемнадцать из них было отогнано от стены. Но Хасан решил не останавливать натиск до тех пор, пока не взберётся на стены и не обратит наших в бегство. <…> было немало перебито турок. Упал со стены во время этой схватки и Хасан, сражённый каким-то камнем. Наши же, обернувшись к нему и увидев его лежащим, со всех сторон стали бросать в него камнями. Поднявшись на колено, он оборонялся, но от множества ран опустил правую руку и был засыпан стрелами.

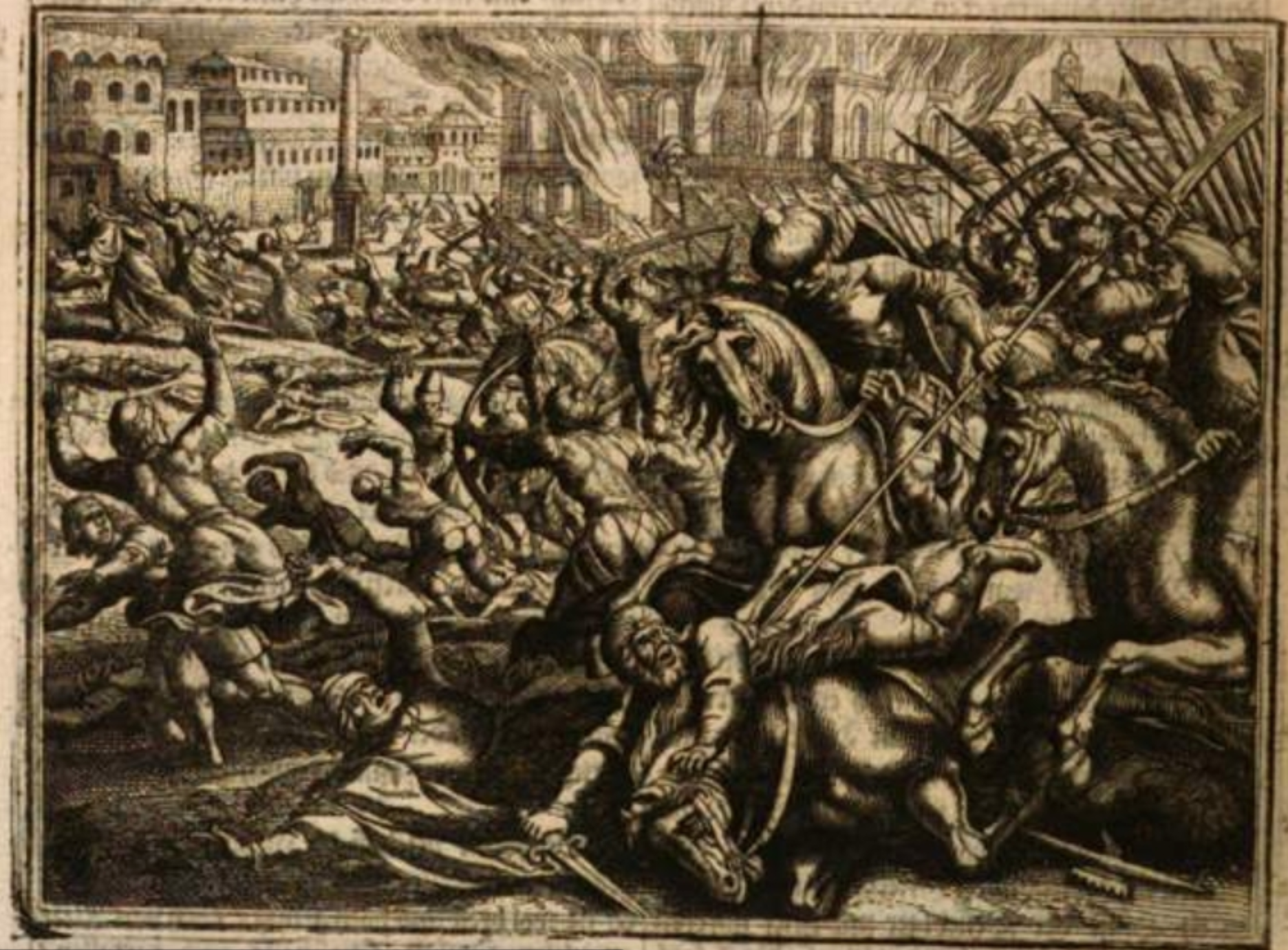
Бои за Константинополь. Мэриан Маттеус, 1631

Последних защитников постепенно вытесняли к внутреннему валу, где они в большом количестве гибли во рву от османских снарядов. По словам Барбаро, «на восходе солнца турки вошли в город около Сан-Романо, где раньше были стены, сравняв с землёй их пушкой».
Немного иначе описывал события Дука. По его словам, уход Джустиниани не был критичным, уже после ухода Джустиниани защитники во главе с Константином отбили атаку османов у ворот Св. Романа. Но на стыке стен Феодосия и Влахернских, в секторе, защищаемом братьями Боккиарди, для ночных вылазок против османов защитники использовали небольшие ворота под названием Керкопорта (Цирковые ворота). Предположительно, кто-то забыл запереть их, это было быстро обнаружено отрядом янычар примерно из 50 человек, которые проникли в город и с тыла напали на осаждённых. Дука является единственным летописцем, сообщившим об этом. С. Рансимен придерживался версии Дуки и писал, что потерна Керкопорта была закрыта, её открыли для вылазки и оставили открытой по ошибке, чем и воспользовались осаждающие.

### Гибель Константина

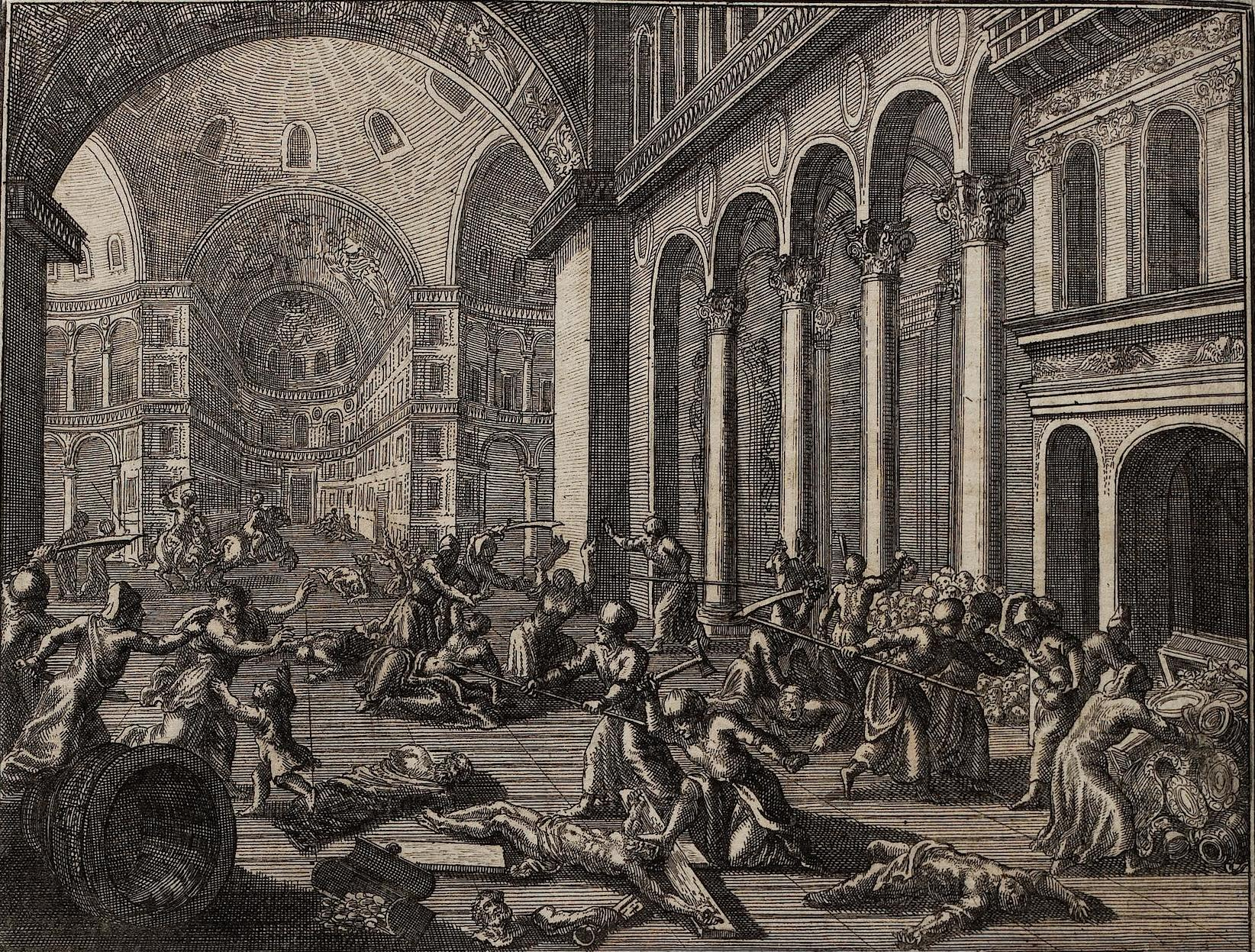
Резня в Константинополе. Из книги Дж. Сагредо и П. Рико, 1694

Так или иначе, османы прорвались через стены великого города — через Керкопорту, другие ворота, или через пролом в стене. Это немедленно привело к развалу обороны Константинополя, поскольку ввиду малочисленности защитники не имели резервов, чтобы ликвидировать этот прорыв. На помощь к прорвавшимся подходили всё новые и новые толпы атакующих янычар, ромеи же не имели сил справиться с напором врага. По традиционной версии (излагаемой С. Рансименом и Ф. Бабингером) император, услышав о прорыве врага через гавань и поняв, что город спасти не удастся, сбросил все знаки императорского достоинства, кроме сапог, и бросился в бой. Эта версия основывается на описании Критовула, согласно ей последними словами императора были: «Город пал, мне незачем больше жить». В гуще схватки Константин был сражён двумя ударами — в спину и лицо.
Согласно Бабингеру, после захвата города по приказу Мехмеда место битвы обыскали и обнаружили тело в пурпурной обуви, в котором признали Константина. Отрубленную голову императора поместили на колонне Августа, а затем пересылали «в драгоценной шкатулке от одного мусульманского правителя к другому». Место захоронения тела неизвестно. По словам Бабингера, в конце XVI века греки зажигали свечи в память о Константине у одной гробницы на площади Вефа, однако османы стёрли все следы гробницы, «и только одинокий ствол старой ивы в углу двора указывал на заброшенное место последнего упокоения императора — обветренный камень».

## Судьба защитников города
Джустиниани на генуэзском корабле прибыл на Хиос и скончался от ран в начале июня. Хотя город продержался так долго лишь благодаря ему, многие венецианцы, ромеи и даже некоторые генуэзцы (например, архиепископ Леонардо) считали его трусом и дезертиром. Братья Боккиарди сражались и после прорыва османов в город, но поняли, что это бесполезно, и стали пробиваться к кораблям. Паоло был схвачен и казнён (или ранен и убит), а Антонио и Троило смогли пробраться на генуэзский корабль и укрылись в Пере. Венецианцы во главе с байло Минотто были практически окружены во Влахерне. Паоло, сын байло, погиб, как и многие другие. Минотто со вторым сыном Зордзи вместе с другими представителями знати оставили в живых ради выкупа. Позже султан приказал казнить Минотто с сыном и шестью другими военачальниками. 29 венецианцев были позднее выкуплены. Каталонцы дрались до конца. Часть их вместе с консулом Пере Хулиа была захвачена в плен и позднее казнена. Филипп Контарини и Димитрий Кантакузин после прорыва османов оказались в ловушке. Во время попытки прорыва большинство из их воинов были убиты, а Димитрий Кантакузин, Филип Контарини и некоторые знатные воины попали в плен. Шехзаде Орхан и его окружение до последнего сопротивлялись нападавшим. Орхан попытался скрыться под видом монаха, говоря по-гречески, но был схвачен и узнан. Его отрубленную голову предъявили султану. Якопо Тетальди удалось спастись. Он смог добраться до берега через два часа после прорыва османов в город. Он сорвал с себя одежду, бросился в воду и поплыл к кораблям, на борт одного из которых был поднят. Он успел в последний момент — оглядываясь назад, он заметил, что шедших за ним успели схватить. Некоторые спаслись на другом берегу Золотого рога. Подеста Галаты (Перы) Ломеллино писал: «С великим риском я провёл их в поселение близ палисада; вы никогда не видели ничего более ужасного». Ответственный за оборону в районе Акрополя, кардинал Исидор пришёл к выводу, что город пал и что нет нужды умирать напрасно, поэтому он попытался спастись, обменявшись одеждой с нищим. Нищий был схвачен и казнён вместо кардинала, а его голова была выставлена на колу. Сам Исидор тоже попал в плен, но как нищий; торговец из Перы узнал его, не выдал и купил за небольшие деньги, а после отпустил за выкуп. Моряки с Крита, доблестно оборонявшие башни Василия, Льва и Алексея и отказавшиеся сдаться, смогли уйти беспрепятственно. Восхищённый их храбростью, Мехмед II разрешил им уйти, и к началу июня на трёх судах они прибыли на Крит. Командующий флотом, венецианец Диедо, с которым был Николо Барбаро, после прорыва османов отплыл в Перу и попросил подеста высказать мнение о том, должны ли генуэзские корабли, которые сражались, продолжать бой в Золотом Роге или бежать. Ломеллино сказал, что отправит к султану посланника спросить, позволит ли он кораблям уйти или начнёт войну с Генуей и Венецией. Диедо решил, что на ожидание нет времени, и попытался вернуться на свой корабль, но ворота в Перы были закрыты. Он решил, что их предали, ему и его свите с трудом удалось вернуться на корабль. Они подплыли к цепи и открепили её топорами, после чего христианские корабли стали уходить из Золотого Рога. В устье залива суда простояли некоторое время, чтобы подобрать беженцев, покидавших город вплавь, затем небольшая эскадра направилась к итальянским колониям в Эгейском море. Один из округов Стамбула стал называться Округом Пушкаря Вербана. Предположительно, в нём обосновался Орбан. Племянник подеста Ломеллино, Империале, сражавшийся в последний день осады как доброволец, попал в плен. Сам Ломеллино писал, что его следы затерялись, однако флорентийский посол в Генуе Содерини 30 августа сообщал, что по имеющимся у него сведениям Империале был обращён в ислам. Позднее он получил должность и служил султану. Габриеле Тревизано слишком поздно оценил ситуацию, не смог вовремя спуститься со стен и был захвачен турками.
Мехмед обещал солдатам отдать город на три дня на разграбление. Однако, согласно рассказу Дуки, он вступил в Константинополь уже к вечеру 30 мая. По крайней мере, именно так Дука датирует посещение Мехмедом Св. Софии. Османские историки не называют день въезда султана в поверженный город. По словам С. Рансимена, месяц на османских, а затем и турецких флагах изображён в растущей фазе, поскольку, согласно традиции, именно при этой фазе луны султан захватил город и вступил в него. Султан приказал доставить к нему все сокровища и пленных, выбрав свою часть добычи и определив, какая часть принадлежала тем, кто был лишён возможности участвовать в грабеже, он подошёл к пленным. Султан выбрал самых красивых девушек и мальчиков для своего гарема, но большинство дворянок освободил и дал им средства, чтобы они могли выкупить своих родственников, в то время как молодым людям предложил принять ислам и служить в его армии. Некоторые пленники приняли его предложение, но большинство отказалось. Среди пленников были обнаружены Лука Нотарас и девять других министров Константина Драгаша (но не Сфрандзи). Султан выкупил и освободил их, но все они очень скоро были так или иначе казнены по различным обвинениям, потому что Мехмед хотел обезглавить греческую общину. Самому Сфрандзи позже удалось выкупить себя и свою жену, но не детей, после чего он покинул Константинополь и отправился в Западную Европу, где завершил свою Хронику.

## Последствия

### Конец империи
По словам Р. Кроули, падение Константинополя и резня в городе были «не более ужасными», чем страшная резня, устроенная византийцами в 961 году в захваченной ими Кандии, разграбление Константинополя крестоносцами в 1204 году или резня в Константинополе в 1182 году, когда греческое население города вырезало латинян, «женщин и детей, стариков и немощных, и даже тех, кто был нездоров и лежал в больнице». Но падение Константинополя 29 мая 1453 года было не просто захватом города или резнёй населения — оно означало конец существования Византии, стало последним аккордом медленного угасания империи.
Ликвидация Византийской империи устранила опасность новых крестовых походов для спасения Константинополя и устранила фактор нестабильности, порождавший периодически династические волнения в Османской империи. По тем же соображениям Мехмед решил покончить с тремя всё ещё независимыми греческими государствами (Морея на Пелопоннесе, Трапезунд в Понтийской Анатолии и Крым). Уже в 1452 году Мехмед II послал часть своей армии разорить греческую территорию в Морее, чтобы помешать ей прийти на помощь Константинополю. После падения города Морея стала приоритетной целью Мехмеда. Деспотатом правили братья Константина, Фома Палеолог и Деметрий Палеолог, которые в 1454 году обратились к османам с просьбой помочь подавить восстание албанского населения. В то же время деспоты пытались организовать крестовый поход против Мехмеда с Запада. Мехмед II послал экспедицию, опустошившую деспотат в 1458 году, а затем захватил его в 1460 году. Трапезундскую империю та же участь постигла в 1461 году. Император Трапезунда Давид был вынужден после осады сдаться 15 августа 1461 года.
Отсутствие интереса христианского Запада к Византийской империи в 1453 году — лишь один из факторов её падения: С. Рансимен и Г. Острогорский полагали, что Запад стремился не спасти Греческую империю, а восстановить Латинскую. Р. Гийян полагал, что в случае поражения османов Венеция взяла бы с Константинополя огромную плату за свою помощь.

### Для Балкан
Н. Йорга писал, что турки принесли жителям Балкан спокойствие, они покончили с раздиравшей Византию и другие балканские страны анархией, сплотили все завоёванные народы в едином государстве и создали единый внутренний рынок, обеспечивший экономическое процветание. Эта позиция критиковалась советскими историками. М. Левченко писал, что такие утверждения не имеют «ничего общего с исторической действительностью». После захвата Константинополя османами город потерял своё значение основного посредника Европы в торговле с восточными странами. Османы многое заимствовали у покорённых народов, но при этом ставили их в условия, тормозившие экономическое развитие. Народы Балкан оказались искусственно отгорожены от остальной Европы. Османы долго поддерживали на Балканах примитивное сельское хозяйство и крепостнические отношения.

### Рост новой империи
Захват Константинополя не принёс Османской империи больших территориальных приобретений. Она и так уже контролировала почти все бывшие территории Византийской империи в Малой Азии и на Балканах. Но, покончив с существованием Византии, Мехмед закрепил османское господство над проливами, укрепил территориальное единство Османской империи и значительно облегчил сообщение между её европейской и азиатской частями.
Процесс уничтожения христианских сил, пытающихся противостоять османскому продвижению, продолжался на протяжении всего правления Мехмеда II и его преемников. Скандербег, албанский лидер, погиб в 1468 году, а вместе с ним прекратилось и сопротивление его народа османам. Точно так же княжество Валахия после смерти Влада Дракулы в 1476 году признало себя вассалом султана. Османская империя приобрела статус великой европейской державы, влияние которой стало непревзойдённым в Европе.
В то же время Османская империя пыталась перенять наследие Византийской империи. В июне 1453 года Мехмед сделал Константинополь своей столицей. Султан считал себя преемником византийского императора, принял титул «Кайзер-и Рум» (Цезарь Рима). Георгий Трапезундский писал Мехмеду в 1466 году: «Никто не сомневается в том, что вы император римлян. Тот, кто владеет столицей Империи, по закону является Императором, а столица Римской Империи — Константинополь». Как наследник византийских императоров Мехмед II сразу решил назначить нового патриарха, который должен был стать новым главой православной христианской общины Османской империи. Он выбрал Геннадия Схолария, лидера антиуниатской партии в Константинополе, и последний был назначен синодом в первые недели после захвата города. В январе 1454 года Схоларий был возведён на престол Мехмедом II, который в церемонии принял на себя роль византийского императора. Греческая община города получила такой же статус, как и другие христианские общины Османской империи. Например, православная церковь стала исполнять функцию отправления правосудия в православной общине.

### Реакция христианского Запада
Христианский мир узнал о падении Константинополя через несколько недель. Три корабля, с теми, кто сумел спастись, прибыли в Кандию на Крите 9 июня. Отправленный скоростной корабль доставил новость в Венецию 29 июня 1453 года. «Разразился сильный и сильный плач, рыдание, стон … все били себя кулаками в грудь, рвали себе головы и лица из-за смерти отца, сына или брата, или за утрату своего имущества». За 10 дней сообщение об «ужасном и прискорбном падении городов Константинополь и Пера [Галата]» распространилось по Италии, а затем и по Европе. Событие казалось невероятным. Все западные государства считали, что укрепления города достаточно сильны, чтобы выдержать осаду, по крайней мере, до прибытия подкреплений. Страх породил слухи, что всё взрослое население было убито, что 40 000 человек были ослеплены турками, что все храмы разрушены, что султан собирает огромные силы для вторжения в Италию.
Флорентийская уния потерпела крах, так как Мехмед II изгнал униатов, а на пустовавший с 1450 года патриарший престол был избран православный Геннадий Схоларий. Большинство европейских правителей было слишком занято своими проблемами, чтобы обращать какое-либо внимание на Византийскую империю. Венеция, сохраняя торговые интересы в Эгейском море, советовала своим колониям соблюдать осторожность, флот Лоредано доставил посла к Мехмеду и продолжил патрулирование, чтобы предотвратить любое османское нападение. Посол должен был добиться продления договора 1451 года, а также разрешения на воссоздание венецианской торговой миссии в Константинополе. Генуя оказалась в худшем положении. Губернатор генуэзской Перы пытался уговорить султана дать городу различные привилегии. Однако 3 июня Мехмед прибыл в Перу и приказал разоружить город. С тех пор она полностью принадлежала Османской империи, а генуэзский губернатор был заменён османским. Кроме того, с захватом всех проливов Мехмедом генуэзские колонии на Чёрном море оказались бесполезны, они не протянули после 1453 года и пятидесяти лет. Генуэзский Хиос постигла та же участь. Другие итальянские торговые города (Флоренция, Анкона) быстро установили новые торговые отношения с султаном. У этих городов не было колониальных территорий в Леванте и они не понесли больших потерь. Каталонцы так же быстро восстановили торговлю. Папа Николай V призывал к крестовому походу в сентябре 1453 года, а император Священной Империи Фридрих III объявил о проведении Имперского сейма в Регенсбурге для принятия решения о начале крестового похода. Однако эти замыслы потерпели провал, как и Франкфуртский сейм в сентябре 1454 года. Как и до 1453 года, у западных правителей были более срочные проблемы или не было средств для вмешательства. Фридрих III не имел достаточно власти над своими вассалами. Карл VII Французский должен обеспечить восстановление своей страны, Генрих VI в Англии погружался в безумие, а в его королевстве началась Война роз. Владислав из Венгрии, находившийся под влиянием Яноша Хуньяди, не имел возможности беспокоить османов. Герцог Филипп Бургундский обещал вмешаться, но это обещание осталось неисполненным.
Каликст III, преемник Николая, 15 мая 1455 года опубликовал буллу Ad summi apostolatus apicem, в которой провозгласил взимание десятины для финансирования экспедиции. В июне 1456 года Папе удалось послать флот, чтобы захватить острова Лемнос, Тасос и Самофракия, но эти острова вскоре опять перешли к Османской империи. Чем больше проходило лет, тем больше на западе блекла идея похода. Проект крестового похода Пия II исчез с его смертью в 1464 году. Карл Смелый попытался организовать Бургундский крестовый поход и подписал союз с королём Арагона Фердинандом I в 1471 году, но в связи с необходимостью борьбы против французского короля Людовика XI был вынужден отказаться от этого проекта. Повсюду на Западе люди смирились с османским владычеством. Это было связано, в том числе, и с глубокой враждой, существующей между христианским Западом и греками (раскольниками, по мнению католиков). По мнению некоторых, греки получили заслуженное наказание после разграбления Трои, османов воспринимали как троянцев. Как писал Ж. Шателен, «не нашлось ни одного христианского государя, который попытался бы вместе с другими или отдельно, при виде такого бесчестья, воспротивиться ему оружием или советом».
Вдобавок папство, сильно ослабленное Великим западным расколом, больше не имело такого влияния на королей, как это было во время крестовых походов. Вскоре возобладал прагматизм, и христианские государства поняли, что им не обойтись без османов как торговых партнёров. По словам Ж. Хирса, разум государственный возобладал над защитой веры. Вскоре лишь редкие романтики, такие как Оливье де ла Марш или Жуанот Мартурель, напоминали о вызванном падением Константинополя ужасе. Но таких людей было мало, через несколько лет идея восстановления Византийской империи окончательно исчезла. Этот факт подтверждает заключённый в 1536 году союз между королём Франции Франциском I и османским султаном Сулейманом Великолепным.

### Москва — третий Рим
В Европе только Великое княжество Московское пыталось защитить византийское наследие. По словам Г. Острогорского и С. Рансимена, последняя независимая православная страна стала претендовать на звание прямой наследницы Византии (Римской империи) и единственной христианской империи, достойной этого имени. Митрополит Иона утверждал в 1458 году, что Константинополь был наказан за принятие Унии. Это же мнение высказал в 1471 году митрополит Филипп: «Константинополь и церкви Божии непоколебимо стояли, пока благочестие в нём стояло, как солнце. А как оставили истину и соединился царь и патриарх с латиною, да подписали папе золота ради, так скончал безгодно свой живот патриарх, и Царьград попал в руки поганых турок». Филофей Псковский аналогично полагал, что «Константинополь пал за предательство Истинной Веры. Но православная вера всё ещё жива, <…> В мире есть только одна Православная Церковь — Русская Церковь» и «<…> два убо Рима падоша, а третий стоит, а четвёртому не быти». Филофей и митрополит Зосима считаются авторами концепции Москва — третий Рим. Дополнительно эти идеи подкреплялись тем, что царь Иван III в 1472 году женился на Софье Палеолог, племяннице Константина XI. Этот союз позволил Ивану III использовать двуглавого орла на имперском гербе и претендовать на фактический титул преемника Византийской империи. Как писал С. Рансимен: «Таким образом, во всём православном мире только русские извлекли некоторую пользу из падения Константинополя».

### Реакция в мусульманском мире
В мусульманском мире новость была принята иначе. В столицу Мамлюкского султаната Каир её привёз 27 октября посол Мехмеда, «султан и все люди радовались этому могущественному завоеванию… люди праздновали». Победа имела огромное значение для мусульманского мира, а Мехмед обрёл огромный авторитет. Согласно Дуке, голова Константина была отправлена «к вождям персов, арабов и других турок». Правителям мусульманских стран Мехмед отправил по 400 греческих детей. Он объявил себя «Властелином двух морей и двух земель», наследником Римской империи.

### Падение Константинополя и окончание Средневековья
При формировании в XVII веке концепции Средневековья дату его завершения стали связывать со взятием Константинополя. В 1676 и 1688 году Кристоф Келлер опубликовал труды, в которых остановил рассказ о всемирной истории на взятии Константинополя турками. К. Келлером была сделана попытка связать всемирную историю с историческими рамками Римской империи. Труды Флавио Бьондо и Эдуарда Гиббона, опубликованные между 1776 и 1788 годами, способствовали распространению идеи о том, что история Европы была лишь упадком Рима. Филипп Леба был одним из первых, написавших школьную историю средневековья после реформы 1838 года. Он писал: «Всё заканчивается в том самом месте, которое было отправной точкой, в Константинополе, в этом втором Риме, который пережил все вторжения, как последнее воспоминание о великой Империи, и который пал с концом Средневековья»). Томас Генри Дайер опубликовал в 1861 году в Лондоне книгу по истории современной Европы, включил в неё события от падения Константинополя в 1453 году до Крымской войны. Он писал: «С захватом Константинополя занавес падает на народы Античности, и окончательное установление турок в Европе, последней из тех рас, миграция которых составляла её население, составляет первый великий эпизод современной истории. Затем окончательно исчезли поздние пережитки древности». Ж. В. Дюрюи в своём труде «Histoire des temps modernes 1453—1789», изданном в 1863 году, начал изложение с 1453 года и пояснил, что «1453 год принято считать концом средневековья и началом современности, потому что эта дата знаменует собой два знаменательных события: захват Константинополя турками и окончание Столетней войны между Францией и Англией». Представители XVII и XIX веков видели во взятии Константинополя конец средневековья, потому что они рассматривали Римскую империю как единое целое, идущее от Августа до Константина Палеолога. Захват Константинополя имел всеобщее значение, что делало его вехой в истории человечества. С 1838 по 1902 год во Франции границами средневековья официально называли 395 и 1453 года, средние века определялись как «время, прошедшее между крахом Римской империи и восстановлением великих современных монархий; с момента первого крупного вторжения германцев в начале пятого века нашей эры, до последнего вторжения турок десятью веками позже в 1453 году». Альфред Рамбо писал: «Конец средневековья отмечен в политическом порядке захватом Константинополя».
Ч. Хаскинс упрекнул Ж. Мишле в распространении легенды, согласно которой массовый наплыв учёных из Константинополя после его захвата турками явился началом Возрождения в Европе. 7 мая 1929 года комиссия по хронологии Международного комитета исторических наук приняла решение: «сосредоточить работу на хронологических списках, затрагивающих западное средневековье, на периоде от административной реформы Диоклетиана до даты, колеблющейся в зависимости от разных стран между падением Константинополя и Тридентским собором (1545)». Идея о том, что захват Константинополя ознаменовал собой прорыв во всемирной истории, политической и культурной, была быстро отвергнута, поскольку не существует точного момента, на котором бы средневековье заканчивалось. Задолго до этой даты начался Ренессанс. Исчезновение Византии и экспансия османов повлияли на поиски новых торговых путей, однако нельзя сказать, что это были единственные причины таких поисков. Византийское искусство и наука оказали большое влияние на Возрождение, после бегства греков в Европу, но многие византийские учёные покинули Константинополь и перебрались в Италию или на Венецианские острова в Средиземном море задолго до 1453 года. Уже в XVIII веке часть учёных освободилась от мнения, что Падение Константинополя знаменовало конец средневековья. В 26-томной «Всеобщей истории с самых ранних времён», опубликованной между 1736 и 1765 годами, захват Константинополя описывался просто как конец Римской империи. Анри Берр сказал, что «любой разрыв в истории явно фиктивен. Ничего не заканчивается, абсолютно ничего не начинается. Есть что-то абсурдное в том, чтобы разграничить период строгими датами. Будь то революция или смерть, ни одно событие не порвёт все нити с прошлым или будущим».

## Первичные источники
Описание падения Константинополя имеет богатую историю и длительную историографическую традицию. Количество свидетельств очевидцев невелико. В основном известны сообщения христиан-очевидцев. За ними следует группа описаний, составленная теми, кто узнал о событиях из вторых рук. За последовавшие после осады столетия возникло множество версий с обеих сторон. Некоторые из них лишь пересказывают ранние описания, другие используют слухи, легенды, и вымыслы той или иной пропаганды. В XVI веке распространилось «увлечение предсмертными агониями» империи, когда в Европе публиковались как подлинные источники, так и описание псевдоочевидцев. Продолжавшееся появление фальшивок «свидетельствуют о беспрецедентной популярности» темы.
У каждого автора есть свои цели и мотивы, отражаемые в излагаемой им версии. Они обычно обусловлены религией, национальностью и мировоззрением. Венецианские описания расхваливают бесстрашие венецианских моряков и поносят за предательство генуэзцев — и наоборот. Итальянцы обвиняют греков в трусости, лености или глупости. Католики и православные бросают друг другу обвинения в расколе. У христиан поиск объяснения причин падения Города ставится во главу угла. И, конечно, все христианские авторы (за исключением Критовула) проклинают Мехмеда. Османы позволяют себе аналогичные выпады в адрес христиан. Духовный настрой турецких авторов резко противоположен христианской литературе. Для османов покорение Константинополя, к которому «стремились многие короли и султаны ислама» (по словам Турсун-бея), стало вехой на пути становления нации.

### Европейские

#### Свидетельства очевидцев
Николо Барбаро, врач на венецианской галере, прибывшей после казни Риццо для охраны венецианских торговых судов, вёл дневник и записал венецианских участников событий, перечислив тех, кому удалось сбежать, кто попал в плен и кто был выкуплен или погиб. Это «наиболее содержательный из западных источников». Описание Барбаро лежит в основе большинства современных описаний событий, он подчёркивает роль венецианцев, принижает ромеев и обвиняет генуэзцев. Анджелино Джованни Ломеллино, подеста генуэзской Перы, написал отчёт от 24 июня 1453 года, описав происходившие в городе события в письме Epistula de Constantinopoleos Excidio. Якопо Тетальди, флорентийский купец, написал об организации запланированного крестового похода. Тетальди дал описание конца битвы. Отрывок «Cronaca delle famiglie nobili di Venezia» (Хроники благородных семей Венеции) Зорци Долфина опирается на описание Леонардо, но дополнен свидетельствами других очевидцев. Исидор Киевский, бывший в 1453 году легатом папы в Константинополе. Он участвовал в обороне Константинополя, был ранен и попал в плен, но был выкуплен в тот же день. Оказавшись на венецианском Крите, он написал восемь писем в Италию. Они «кратки и немного добавляют к известным нам фактам». Леонардо Джустиниани, прибыл в Константинополь с Исидором и участвовал в обороне Константинополя. Леонардо попал в плен, но был вскоре освобождён. 16 августа 1453 года он написал доклад папе Николаю V. Его описание осады было популярно, много раз переписывалось, переиздавалось, использовалось последователями. Считается, что так называемая Большая хроника Сфрандзи (Псевдо-Сфрандзи) написана как подражание тексту Леонардо. Это «следующее по важности» после Барбаро описание событий. Описание Леонардо дополняет Барбаро, поскольку Леонардо находился в другом месте города во время осады, был генуэзцем и мог представить другие события и с другой точки зрения. Убертино Пускуло, итальянский поэт, приехал в Константинополь, поскольку изучал древнегреческий язык. В течение всей осады он был в городе и попал в плен. После освобождения он уехал на Родос, а затем в Италию, где написал стихотворное описание осады, ясное, сжатое и точное. Нестор Искандер был свидетелем событий, и его описание сравнимо с дневником Барбаро. По мнению американских исследователей М. Филиппидеса и У. Ханака, сообщение Нестора Искандера относится к числу «наиболее очаровательных и загадочных рассказов». Он был практически единственным, кто приводит данные о том, что греки тоже сражались. Филиппидес и Ханак полагали, что Нестор Искандер прибыл к Константинополю, вероятно, вместе с османскими артиллеристами, до 18 апреля перебежал из османского лагеря в город и находился там во время осады. По его словам, он сначала «подробно записывал день за днём обо всём, что совершалось вне града у турок», а после «со временем разузнал и собрал от надёжных и великих мужей сведения о том, что делалось в граде». В его описании «время от времени в работе встречаются эпизоды, описанные столь живо, что на них, несомненно, лежит печать достоверности». В отличие от Филиппидеса и Ханака, шотландский византинист М. Ангольд утверждал, что Нестор попал в Константинополь с османами, а ранее и присутствовал при вхождение Мехмеда II в храм Святой Софии. Владыка Самуил, епископ из Константинополя, который бежал в Валахию. Константин Михайлович, серб, воевавший в отряде минёров, присланных деспотом Бранковичем в османскую армию, и позднее ставший янычаром. Эпарх и Дипловатац, двое беженцев в Германию, чьи рассказы и имена были искажены из-за множества переводов. Отчёт некоторых пленных францисканцев, которые позже прибыли в Болонью.

#### Свидетельства современников
Иоанн Евгеник, младший брат Марка Эфесского, участник Флорентийского собора, написал «Рыдание о взятии великого града» вскоре после событий. Н. Мещерский назвал «Рыдание» «одним из первых по времени непосредственных откликов на взятие Царьграда Мехмедом II». Неясно, был ли он свидетелем осады, но Н. Мещерский полагал, что в момент падения Константинополя Иоанн находился в Трапезунде. «Рыдание» было популярно в Московском царстве. Сохранилось несколько списков его перевода на древнерусский язык. Самый ранний датируется не позднее 1468 года. С «Рыданием» хорошо был знаком Филофей. Оно входило в круг литературных произведений, служивших идее «Москва — третий Рим», входило в кодексы вместе с «Историей» Иосифа Флавия и закрепляло преемственность Иерусалим — Царьград — Москва. Падуанский юрист Паоло Дотти был венецианским чиновником на Крите. Он написал отчёт 11 июня до прибытия на Крит Исидора. Вероятно, его источником были беженцы с островов Эгейского моря. Письмо флорентийца фра Джироламо с Крита. Известный гуманист Лауро Квирини находился в 1453 году на Крите. 15 июля он написал письмо Папе Николаю V с Крита, возможно, после разговора с кардиналом Исидором. Джакомо Лангуши, рассказ о котором содержится в венецианской хронике Зорци Долфина. Описание осады, написанной где-то после 1454 года, содержит некоторые дополнительные данные, например, итальянский текст аманнаме, который Мехмед II дал Пере после падения Константинополя. Иоанн Мосхос написал стихотворение в честь Луки Нотараса, о роли, которую Нотарас сыграл в обороне, и его казни. Труд, вероятно, был заказан Анной Нотарас. Основано на описании Леонардо Джустиниани. Эней Сильвий Пикколомини написал эссе об осаде и падении города, основанное на описании Леонардо Джустиниани. Генрих Земмерн написал письмо от 11 сентября 1453 года, основанное на описании Исидора. Консул Анконы в Константинополе Бервенуто, известный только по его рукописи и более нигде не упоминаемый. По его словам, он был свидетелем событий и записал их в Венеции 31 июля 1453 года. Никкола делла Туччия, чья Cronaca di Viterbo, написанная осенью 1453 года, содержит более нигде не встречающуюся информацию. Никколо Тиньози да Фолиньо, Expugnatio Constantinopolitana, часть письма другу. Канцлер венецианского Корфу Филиппо да Римини написал в конце 1453 года письмо (Excidium Constantinopolitanae urbis quae quondam Bizantium ferebatur) Франческо Барбаро. Именно это письмо стало источником распространившихся по Европе сказок, например, про изнасилование султаном женщины на алтаре храма Святой Софии. Антонио Ивани да Сарзана, Expugnatio Constantinopolitana, весной 1454 года отправил письмо Федерико да Монтефельтро, герцогу Урбино. К этому письму было приложено описание осады (Expugnatio Constantinopolitana ad illustrem dominum Federicum Montisferetri Urbini ac Durantis comitem). Он использовал утраченные ныне архивные материалы и, вероятно, составил описание осенью 1453 года. Он признаётся, что записывает услышанное, но не берётся утверждать, что сведения достоверны. Сарзана сообщает более никем не упоминаемую информацию о событиях последнего штурма, касающуюся венецианского отряда, и, возможно, относящуюся к байло Минотто. Николаос Секундинос был среди первых европейцев, посетивших Константинополь после разграбления. 16 декабря 1453 года он выступил с обращением к венецианскому сенату, 25 января 1454 года произнёс речь в Неаполе перед Альфонсо V. Секундинос сопровождал венецианского посланника Бартоломео Марчелло, который прибыл к Мехмеду для переговоров о выкупе пленённых венецианцев и о возобновлении торговли в Леванте. Скорее всего, его источником были рассказы выживших. Риторическое произведение Адамо де Монталдо «De Constantinopolitano Excidio ad nobilissimum iuvenem Melladucam Cicadam». По-видимому, оно было написано в начале 1470-х годов. В нём содержится не упоминающаяся в других источниках информация, например, о роли Маурицио Катанео в обороне, не меньшей, чем роль Джованни Джустиниани. Фра Джироламо из Венеции до прибытия Исидора был на Крите. Он написал письмо Доменико Капранике 5 июля. В рассказе он концентрируется на зверствах во время разграбления и на возрастающей опасности для Европы от османов.

#### Ошибочно считаемые очевидцами
«Хроника Магис», ранее приписывавшаяся Сфрандзи, основана на описании Леонардо Джустиниани и создана митрополитом Монемвасии Макариосом Мелиссургос-Мелиссеносом, жившим в XVI веке. Впервые авторство Сфрандзи было поставлено под сомнение в 1932 году. Некоторые современные учёные (Рансимен , Кроули), ошибочно доверяя «Хронике Магис», некритично восприняли информацию и указали среди оборонявшихся вымышленных персонажей, придуманных Мелиссургос-Мелиссином. Такой фигурой, например, является «Дон Франсиско де Толедо», «дальний родственник греческого императора», павший с ним в бою. Кристофоро Риккерио (Кристорор Ришер), французский камергер, чьё описание осады было опубликовано Сансовино и долгое время считалось отчётом очевидца. Последние исследования показали, что Риккерио жил в XVI веке, и его описание является литературным произведением.

### Греческие источники
Греческих хронистов, современников осады, было четверо. Единственный греческий очевидец — Георгий Сфрандзи (1401—1477), но его описание осады очень краткое. Трое — Дука, Лаоник Халкокондил и Михаил Критовул — сами не были очевидцами, но могли консультироваться с участниками обороны и, возможно, даже с османскими официальными лицами, которые участвовали в осаде. Уроженец Имвроса Михаил Критовул имел контакты с патриархатом Константинополя в годы, последовавшие за падением города, и написал «Историю Мехмеда II». Описание осады, данное им, чрезвычайно важно, поскольку Критовул получал сведения и от византийцев, и от османов. В большинстве случаев он «остаётся честным, непредвзятым и убедительным автором». Дука, живший на генуэзском Хиосе, посетил Константинополь в 1455 году. По словам Рансимена, записки Дуки «просто бесценны» в отношении событий правления Мехмеда. Хотя Дуки не было в Константинополе, но он получал свою информацию от генуэзских агентов и купцов в османском лагере. Лаоник Халкокондил жил на Пелопоннессе. В какой-то момент после 1453 года он поселился в Константинополе и контактировал с османскими чиновниками.

### Османские источники

#### Свидетельства очевидцев
Ашикпашазаде (ок. 1393 — ок. 1484) был свидетелем захвата Константинополя и после захвата города османами поселился в городе. Он включил главу о завоевании в свою Историю Османов. Мехмед Шемс эль-Милле вед Дин, суфийский святой, который родился в Дамаске, но провёл несколько лет в Османской империи и присутствовал при захвате Константинополя, описал события в письме. Турсун-бей был секретарём дивана в период визирата Махмуда-паши, на службу к которому он поступил после завоевания Константинополя. В годы после осады Турсун-бей имел доступ к важной информации. Он присутствовал при строительстве Румели-Хисар, при осаде, был с Мехмедом при въезде его в храм Св. Софии. Турсун-бей описал захват Константинополя в труде под названием История Завоеваний. Это наиболее важный рассказ очевидца падения Константинополя. Он даёт ценные наблюдения по фазам последнего штурма и отличное от версий христианских хронистов объяснение смерти Константина XI.

#### Последующие описания
Кивами написал  около 1488 года «Сказание о завоеваниях султана Мехмеда»; Мехмет Нешри (ум. 1520) — между 1492 и 1512 годами  «Универсальную Историю»; Кемальпашазаде — между 1502 и 1535 годами «Историю династии Османов»; Таджи бей-заде Джафер-челеби составил до 1515 года рассказ о завоевании Константинополя; Саад эд-Дин — около 1574 года «Диадему рассказов».

## Отражение в искусстве
Падение Константинополя нашло значительное отражение в мировой литературе. Английский поэт Дэвид Дуглас посвятил падению Константинополя одноимённую поэму («Падение Константинополя», 1823). Лью Уоллес, автор «Бен-Гура», опубликовал в 1893 году двухтомный исторический роман «Падение Царьграда» (оригинальное название «The Prince of India; or, Why Constantinople Fell»). Стефан Цвейг включил новеллу о последней осаде города в свой цикл «Звёздные часы человечества» (1927).
Падение Константинополя является давним мотивом для музыкальных произведений — от греческих народных ламентаций и мотета «Lamentatio sanctae matris ecclesiae Constantinopolitanae» Гийома Дюфаи до концерта для голоса с оркестром и турецких инструментов «Fall of Constantinople» Камрана Инса.
По мнению историка П. Марсиниака, падение Константинополя представляет собой захватывающую историю, достойную широкомасштабной экранизации, при этом в мировом кинематографе этому событию посвящены всего два художественных фильма. Оба фильма представляют собой своего рода комментарий к политической ситуации, характерной для тех лет, когда их снимали. Французский фильм 1913 года «L’Agonie de Byzance» («Агония Византии») режиссёра Луи Фейада иногда называют «кинематографической ораторией», в нём сняты более 300 трюков и многочисленные массовые сцены, но использованные в нём костюмы характерны скорее для европейского Средневековья и Ренессанса. Фильм был снят спустя несколько месяцев после Первой балканской войны и возвращает зрителя к истории греко-турецкого противостояния. Турецкий фильм 2012 года «Fetih 1453» («Завоевание 1453») режиссёра Фарука Аксоя имел большой успех в Турции, доходы от него в 3 раза превысили бюджет в 17 млн долларов, но критики отмечают повторение в нём многих турецких стереотипов о христианах и относят его к современным тенденциям неоосманизма. По мнению ряда авторов, отсутствие крупнобюджетного фильма о падении Константинополя, снятого с нетурецкой точки зрения, можно объяснить низким интересом западной публики к Византии ввиду отрывочного знакомства с её историей.

## Комментарии
1. ↑  Жители Восточной Римской империи называли себя ромеями — римлянами. Они никогда не называли и своё государство «Византией», и никогда не именовали себя «византийцами». В 1577 году Иероним Вольф издал антологию Corpus Scriptorum Historiae Byzantinae, после чего утвердилось понятие «византийский» в отношении Восточной Римской империи. Не называли себя жители Восточной Римской империи и греками[1]. По словам тюрколога и византиниста Р. Шукурова, восточные источники также никогда не употребляли в отношении жителей империи слова «греки» или «византийцы», а использовали термин «ромей», «ромейский». Слова «грек», «греческий» использовались только по отношению к греческой классике, античности. Даже язык называли не греческим, а ромейским[2]. Аналогично и подданные Османской империи не называли себя турками, а свою страну Турцией. Такое название они позаимствовали у европейцев лишь в 1923 году. В то время, когда происходили описываемые в статье события, турками европейцы пренебрежительно называли представителей всех тюркских (туркменских) племён, вытесненных из Средней Азии на Ближний Восток и в Малую Азию монголами[1].
2. 1 2  Якопо Контарини упоминает Рансимен[76], другие источники не упоминают такого участника обороны[78].
3. ↑  
  - Дука (историк): «пришла ему в голову отважная и достойная воина мысль. Приказывает он, чтобы прямиком были пройдены лощины, лежащие позади Галаты, — от участка, что к востоку, внизу Диплокиония, до другого пункта Галаты, лежащего на берегу залива Золотого Рога против Космидия. И когда сделали, насколько могли, путь гладким, то, поставив биремы на катки и оснастив их парусами, приказал он тянуть суда по суше от переправы священного Стомия и ввести их в залив Золотого Рога. И тянули суда: и на каждом находился начальник гребцов и другой, сидящий на рулях; третий же, управляя снастями, приводил в движение паруса; иной бил в бубен, другой же подыгрывал на трубе, пел морскую песню. И, плывя так с попутным ветром, прошли они всю сушу, — лощины и потоки, — пока, наконец, не достигли залива и не ввели в него восемьдесят бирем; остальные же оставил он там, где они стояли раньше»[94].
  - Константин из Островицы: «А сделал он так: на верху был сделан перекоп, который внизу был обит толстыми досками, намазанными густым слоем жира, к тому же к каждой ладье был приделан чистый корпус; а поднятыми ветряными полотнищами все тридцать ладей одна за другой шли как бы по воде со знамёнами, с бубнами, со стрельбой из пушек; в это время битва была приостановлена из-за большого удивления людей: ладьи, которые обычно тянули пешие люди и буйволы, по суше сами шли к морю»[102].
4. ↑  Дука писал про мост из бочек, а Константин из Островицы про мост из кораблей:
  - Дука: «Тиран же построил и мост деревянный: от берегов Галаты в сторону Кинйга. А постройка его шла так: приказывает тиран собрать свыше тысячи пустых винных бочек; и связали их канатами, — так, чтобы получился длинный ряд бочек и ещё один ряд, подобный первому; затем, соединив и скрепив оба ряда и приколотив с обеих сторон брёвна, настлали поверх доски. И был мост такой ширины, чтобы без труда проходили по нему пять пеших воинов»[111].
  - Константин из Островицы: «Существует широкий морской залив величиной в два гона между Константинополем и Галатой, или Перой. Через этот залив султан велел сделать мост на судах, и он был так устроен, что по нему могли ездить»[112].
5. ↑  
  - Кардинал Исидор в письме Папе Николаю от 6 июля 1453 года: «Как город был основан Константином, сыном Елены, так он теперь трагически потерян другим Константином, сыном Елены»[128].
  - Критобул выразил удивление совпадением имён: «Ибо Константин, удачливый император, сын Елены, построил его и поднял до вершин счастья и процветания; в то время как при несчастном императоре Константине, сыне Елены, он был захвачен и доведен до глубины рабства и несчастий»[129].
  - Георгий Схоларий оставил замечание о двух императорах по имени Константин, матерей которых звали Елена; первый и последний патриархи носили имя Митрофан; основан и уничтожен город был в мае. Однако это было замечание постфактум, он не писал о предсказании[130].
  - «Первое пророчество, сделанное святым Константином, „Отсюда придёт тот, кто уничтожит меня“, указывая на Анатолию. Другое пророчество, которое он сделал, заключалось в том, что, когда появится император по имени Константин, сын Елены, под его властью Константинополь будет потерян, и было ещё одно пророчество, что, когда луна подаст знак в небе, через несколько дней турки получат Константинополь»[86].
  - «Сказанное: Константином созданное — Константином и кончится»[131].
  - «И свершилось предсказанное: Константином создан город и при Константине погиб»[132].
  - «Было страшное знамение в городе. В ночь на пятницу осветился весь город, и видели стражи сошедшиеся, будто турки зажгли город; и воскликнули громкими голосами, и собралось множество людей, которые видели, как у Великой церкви София Божьей наверху из окон огромное пламя огненное выбилось и окружило всю шею церковную на долгое время, и, собравшись воедино, пламя переменилось, и стало подобно несказанному свету, и тут же поднялось в небо. Некоторые из видевших это начали плакать, горько вопя: „Господи, помилуй!“ Когда же этот свет достиг до небес, открылись двери небесные и, приняв свет, затворились»[125].
6. ↑  «Когда стена была разрушена пушками, сын синопского архонта Скендера, по имени Исмаил, начал переговоры с эллинами относительно мира. <...> Мне же кажется, что царь требовал это для вида, желая узнать настроение эллинов, а вернее, видя пришедшие в негодность укрепления, он хотел знать, что думают о себе сами эллины, считают ли они своё положение твёрдым»[136].
7. ↑  Дука: «Царь же, увидев, что Иоанн удаляется, оробел, как и те, которые находились с ним; однако, сколько было силы, сражались. Турки же, понемногу приблизившись к стенам, неся щиты, стали приставлять лестницы. Однако ничего не достигли, потому что препятствовали им, бросая сверху камни, так что, в конце концов, встречая препятствие, остановились»[177].
8. ↑  Дука: «за много пред этим лет надёжно укреплённый, выход, и, когда известили об этом царя, по его приказанию он был открыт: и вышли из него, защищаемые сохранившимися здесь в целости стенами, и на валу сразились с турками. Имя же тех потайных ворот было некогда „Керкопорта“»[178]. «Ромеи же все вместе с царём были поставлены в боевой против врагов порядок, и вся их сила и намерение были направлены к тому, чтобы не допустить, чтобы с упавших стен открылся туркам вход в город: а тем временем пожелавший этого бог тайно ввёл их в город другой дорогой. Увидев ворота, о которых мы говорили выше, отпертыми и ворвавшись внутрь города, до пятидесяти из названных мужей, рабов тирана, поднялось на стены и, дыша огнём, убили вышедших им навстречу и стали сшибать с ног стрелков»[177].
9. ↑  «Подеста закрыл ворота своего города и запер капитана внутри, вместе с Бартоло Фьюрианом, оружейником галер Таны, и Никольдом Барбаро, хирургом галер. Мы, запертые там, понимали, что находимся в серьёзном положении: это сделали генуэзцы, чтобы передать наши галеры и наше имущество в руки турок»[86].
10. ↑   В действительности же луна в тот день была ещё в третьей четверти[193]. Полумесяц использовался мусульманами как символ и до захвата Константинополя. В 1517 году житель Дамаска Ибн Тулун описывал османской флаг как красный без вышивки, с «серебряным позолоченным полумесяцем на верхушке»[194].
11. ↑  Аманнаме (араб. ﺍﻣﺎﻧﻨﺎﻣﻪ‎ — «безопасный») — документ, который победитель в войне даёт побеждённой стороне в случае сдачи без боя, с гарантией безопасности имущества и жизни.